# Иерусалимское королевство
Иерусали́мское королевство (лат. Regnum Hierosolimitanum, старофр. Roiaume de Jherusalem, итал. Regno di Gerusalemme, греч. Βασίλειο της Ιερουσαλήμ, араб. مملكة القدس‎), также известное как Лати́нское королевство Иерусали́ма — государство крестоносцев, возникшее в Леванте в 1099 году после завершения Первого крестового похода. Королевство просуществовало почти двести лет, с 1099 по 1291 год, когда его последняя оставшаяся территория с городом Акра была захвачена мамлюками.
История королевства делится на два периода. Пе́рвое Иерусали́мское короле́вство просуществовало с 1099 по 1187 год, прежде чем было почти полностью захвачено Саладином. После Третьего крестового похода королевство было восстановлено с центром в Акре в 1192 году и просуществовало до разрушения города в 1291 году. В этот период государство принято называть Вторы́м Иерусали́мским короле́вством или Короле́вством А́кра, от названия новой столицы королевства. Акра оставалась столицей, за исключением двух десятилетий, последовавших после того, как Фридрих II Штауфен дипломатическим путём вернул Иерусалим у Айюбидов в Шестом крестовом походе. Подавляющее большинство крестоносцев, основавших и заселивших Иерусалимское королевство, были выходцами из Французского королевства, как рыцари и солдаты, составлявшие основную часть постоянного потока подкреплений на протяжении всего двухсотлетнего периода его существования. Поэтому её правители и элита были французского происхождения. Французские крестоносцы и привезли французский язык в Левант, таким образом делая старофранцузский язык лингва франка в государствах крестоносцев.

## Географическая граница
Поначалу королевство представляло собой не более чем разрозненное скопление городов, захваченных во время Первого крестового похода, но в разгар своего расцвета в середине XII века королевство охватывало примерно территорию современного Израиля и южных районов Ливана. От Средиземного моря королевство простиралось тонкой полоской земли от Бейрута на севере до Синайской пустыни на юге, до современной Иордании и Сирии на востоке и до Фатимидского Египта на Западе. Ещё три государства крестоносцев, основанные во время и после Первого крестового похода, располагались севернее: графство Эдесса (1097—1144), княжество Антиохия (1098—1268) и графство Триполи (1109—1289). Хотя все три были независимыми, они были тесно связаны с Иерусалимом. За ними к северу и Западу лежали государства Киликия и Восточная Римская империя, с которыми Иерусалим имел тесные отношения в XII веке. Далее на восток располагались различные мусульманские эмираты, которые в конечном счёте были связаны с Аббасидским халифатом в Багдаде. Позднее, после утраты большей части своей территории, королевство управлялось королём Амори де Лузиньяном (1197—1205 годы), королём Кипра, ещё одного государства крестоносцев, основанного во время Третьего крестового похода. Династические связи укрепились также с Триполи, Антиохией и Киликией. Вскоре в королевстве всё более доминировали итальянские города-государства как Венецианская республика и Генуэзская республика, а также имперские амбиции императоров Священной Римской империи. Император Фридрих II (правил в 1220—1250 годы) претендовал на королевство через брак, но его присутствие вызвало гражданскую войну (1228—1243 годы) среди знати королевства. Королевство стало не более чем пешкой в политике и военных действиях династий Айюбидов и мамлюков в Египте, а также монгольских захватчиков. Будучи относительно небольшим государством, оно получало мало финансовой или военной поддержки от Европы; несмотря на многочисленные небольшие экспедиции, европейцы обычно не желали предпринимать дорогостоящее путешествие на восток по явно проигрышному делу. Мамлюкские султаны Байбарс (правил в 1260—1277 годы) и Аль-Ашраф Халиль (правил в 1290—1293 годы) в конечном итоге отвоевали все оставшиеся крепости крестоносцев, кульминацией чего стало разрушение Акры в 1291 году.

## Жители королевства
Королевство было этнически, религиозно и лингвистически разнообразно, хотя сами крестоносцы и их потомки были элитным католическим меньшинством. Они переняли многие обычаи и институты со своей Родины в Западной Европе, и на протяжении всего существования королевства существовали тесные семейные и политические связи с Западом. Королевство также унаследовало «восточные» качества, на которые повлияли существовавшие ранее обычаи и население. Большинство жителей королевства составляли коренные христиане, особенно православные и сиро-яковитские христиане, а также мусульмане-сунниты и шииты. Местные христиане и мусульмане, принадлежавшие к обособленному низшему классу, как правило, говорили по-гречески и по-арабски, в то время как крестоносцы, прибывшие в основном из Франции, говорили по-французски. Было также небольшое число евреев и самаритян.
Согласно записям Вениамина Тудельского, который путешествовал по королевству около 1170 года, в Наблусе было 1000 самаритян, 200 в Кесарии и 300 в Аскалоне. Это устанавливает нижнюю границу для самаритянского населения в 1500 человек, поскольку «Толида», самаритянская хроника, также упоминает общины в Газе и Акре. Вениамин Тудельский оценил общее количество еврейского населения 14 городов королевства в 1200 человек, что делает самаритянское население того времени больше еврейского.

## Основание и ранняя история
В преддверии крестового похода растущее значение Иерусалима в мусульманском мире проявилось в меньшей терпимости к другим вероисповеданиям. Христиане и евреи в Святой земле подвергались гонениям, многие церкви и синагоги были разрушены. Эта тенденция достигла своего пика в 1009 году, когда фатимидский халиф Аль-Хаким Биамриллах, которого низариты и друзы почитают как «живое воплощение Аллаха», разрушил храм Гроба Господня в Иерусалиме. Эта провокация вызвала огромную ярость в христианском мире, что привело к началу подготовки крестового похода из Европы в Святую землю.
Первый крестовый поход был провозглашён на Клермонском соборе в 1095 году папой Урбаном II с целью оказания помощи Римской империи против нашествия турок-сельджуков. Однако главной целью быстро стал контроль над Святой землёй. Римляне постоянно воевали с сельджуками и другими турецкими династиями за контроль над Анатолией и Левантом. Сельджуки, будучи мусульманами суннитами, ранее правили Сельджукской империей, но она распалась на несколько более мелких государств после смерти Мелик-шаха I в 1092 году. Малик-шаха сменил в Румском султанате Кылыч-Арслан I, а в Сирии его брат Тутуш I, умерший в 1095 году. Сыновья Тутуша Радван стал султаном Алеппо, а Дукак эмиром Дамаска, таким образом ещё больше разделив Сирию между враждебно настроенными друг к другу эмирами, а также Кербогой, атабеком Мосула. Эта разобщённость между анатолийским и левантийскими эмирами позволила крестоносцам преодолеть сопротивление сельджуков, с которым они столкнулись на пути в Иерусалим.
Египет и большая часть Палестины находились под контролем арабского шиитского халифата Фатимидов, который распространился ещё дальше в Сирию до прихода сельджуков. Война между Фатимидами и сельджуками вызвала большие потрясения среди местных христиан и западных паломников. Фатимиды, находившиеся под номинальным правлением халифа Аль-Мустали, но фактически контролируемые визирем Аль-Афдалем Шаханшахом, потеряли Иерусалим, который был захвачен сельджукам в 1073 году; они отвоевали его в 1098 году у Артукидов, небольшого турецкого племени, связанного с сельджуками, как раз перед прибытием крестоносцев.

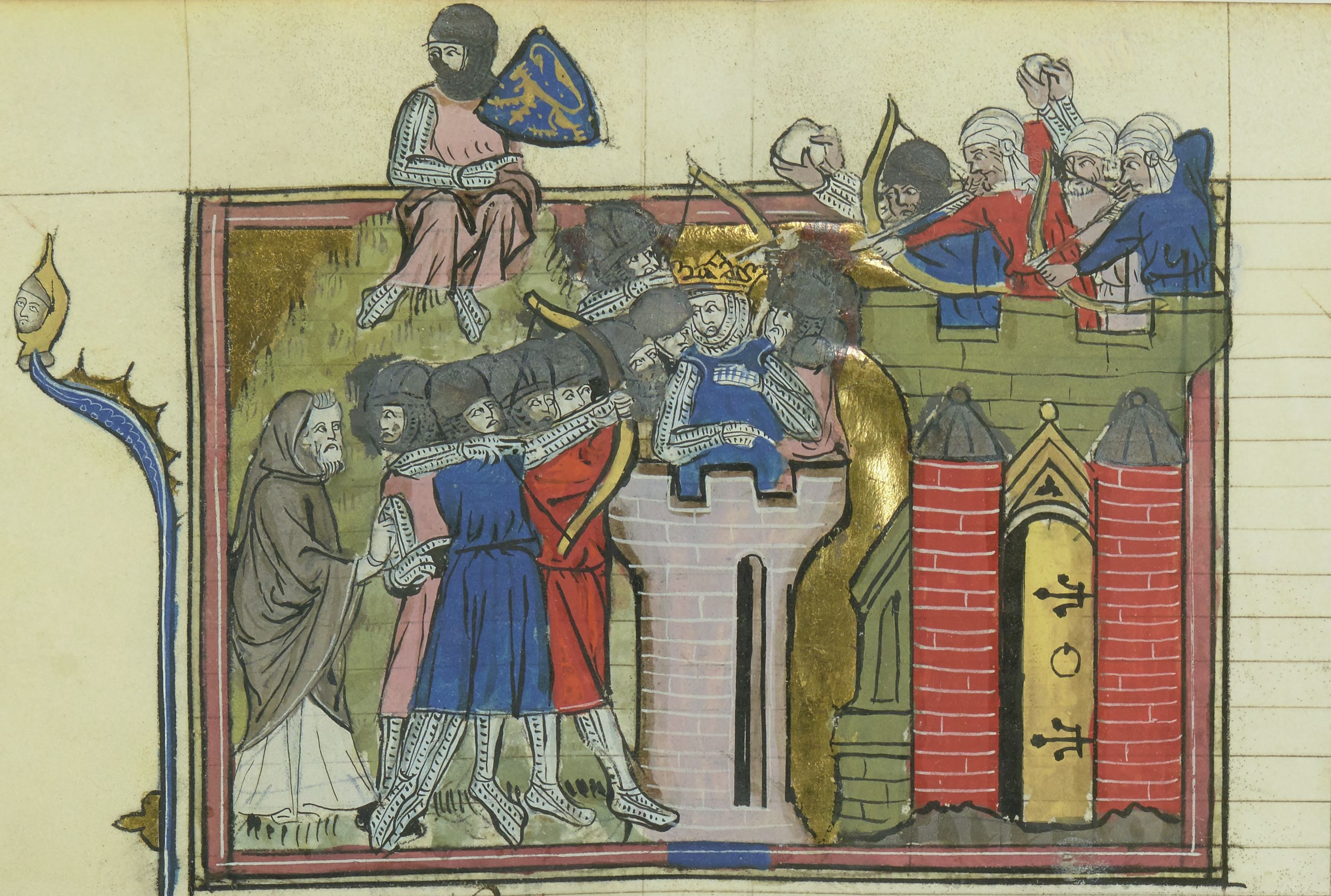
Королевство было создано после захвата крестоносцами Иерусалима в 1099 году. Первым королём нового государства был избран Готфрид Бульонский, один из предводителей Первого крестового похода.

Крестоносцы прибыли в Иерусалим в июне 1099 году; некоторые из соседних городов как Рамла, Лод, Вифлеем и другие уже были захвачены крестоносцами, сам Иерусалим был взят 15 июля 1099 года. На 22 июля руководители похода провели заседание совета в храме Гроба Господня, чтобы выбрать правителя для ново созданного государства. Раймунд IV Тулузский и Готфрид Бульонский, лидеры крестового похода, являлись кандидатами на пост нового главы государства. Раймунд был более богатым и могущественным из них двоих, но сначала он отказался стать правителем, возможно, пытаясь показать своё благочестие и, вероятно, надеясь, что другие дворяне всё равно будут настаивать на его избрании. Более популярный Готфрид не колебался, как Раймунд, и принял предложение стать главой нового государства. Он отказался принять королевский титул, «не желая носить королевский венец там, где Спаситель носил терновый» и принял другой — Advocatus Sancti Sepulchri («Защитник Гроба Господня»). Вместо этого титула сам Готфрид, по-видимому, использовал более двусмысленный термин принцепс или просто сохранил свой титул герцога из Нижней Лотарингии. Роберт Монах, единственный летописец-современник крестового похода, сообщил в Historia Hierosolymitana, что Готфрид всё же принял титул «король». Раймунд пришёл в ярость и повёл свою армию на фураж подальше от города. Новое королевство и репутация Готфрида были обеспечены поражением египетской армии Фатимидов под командованием Аль-Афдала Шаханшаха в битве при Аскалоне через месяц после завоевания, 12 августа, но продолжающаяся вражда Раймунда и Готфрида помешала крестоносцам взять под контроль сам Аскалон. Около 1099 года в Иерусалиме появился орден иоаннитов (госпитальеров), который основал больницу для паломников.
Оставалась ещё некоторая неопределённость относительно того, что делать с новым королевством. Папский легат Даимберт Пизанский убедил Готфрида передать Иерусалим ему как латинскому патриарху с намерением создать теократическое государство непосредственно под папским контролем. По словам Гийома Тирского, Готфрид, возможно, поддержал усилия Даимберта, и он согласился завладеть «одним или двумя другими городами и таким образом расширить королевство», если бы Даимберту было разрешено править Иерусалимом. Готфрид действительно расширил границы королевства, захватив Яффу, Хайфу, Тиверию и другие города, а многие другие заставил платить дань. Он заложил основы системы вассалитета в королевстве, основав Галилейское княжество и Яффское графство. Но его правление было недолгим, и он умер в 1100 году. Его брат Балдуин Булонский успешно перехитрил Даимберта и провозгласил Иерусалим своим, а для себя сразу принял титул «Король латинян Иерусалима». Даимберт пошёл на компромисс, короновав Балдуина I в Вифлееме, а не в Иерусалиме, но путь к светскому государству был проложен. В этих светских рамках была установлена католическая церковная иерархия, стоявшая над местными православными и сирийско-православными церквями, которые сохранили свою собственную организацию (католики считали их раскольниками и, следовательно, незаконными; и наоборот). При латинском патриархе существовало четыре суфражистские архиепископии и многочисленные епархии.
Балдуин I удачно расширил королевство, с помощью итальянских городов-государств и других авантюристов, в частности короля Норвегии Сигурда I, захватив портовые города Акра (1104 год), Сидон (1110 год) и Бейрут (1111 год), а также утвердив своё владычество над государствами крестоносцев на Севере — графством Эдесса (им же основанном), княжеством Антиохия и графством Триполи. При нём увеличилось количество жителей — латинян, пришедших с Арьергардным крестовым походом, а также появился латинский патриарх. Балдуин вновь заселил Иерусалим франками и местными православными христианами после своей экспедиции через Иордан в 1115 году. Итальянские города-государства (Венеция, Пиза и Генуя) начали играть важную роль в королевстве. Их флот участвовал в захвате портов, где они получали свои кварталы для торговли. Он успешно защищался от мусульманских вторжений, от Фатимидов в многочисленных битвах при Рамле и в других местах на юго-западе королевства, а также от Дамаска и Мосула в битве при Аль-Саннабре на северо-востоке в 1113 году. Как говорит Томас Мэдден, Балдуин был «истинным основателем Иерусалимского королевства», который «превратил хрупкую структуру в прочное феодальное государство. С блеском и усердием он установил сильную монархию, завоевал палестинское побережье, примирил феодалов-крестоносцев и установил прочные границы с мусульманскими соседями королевства».

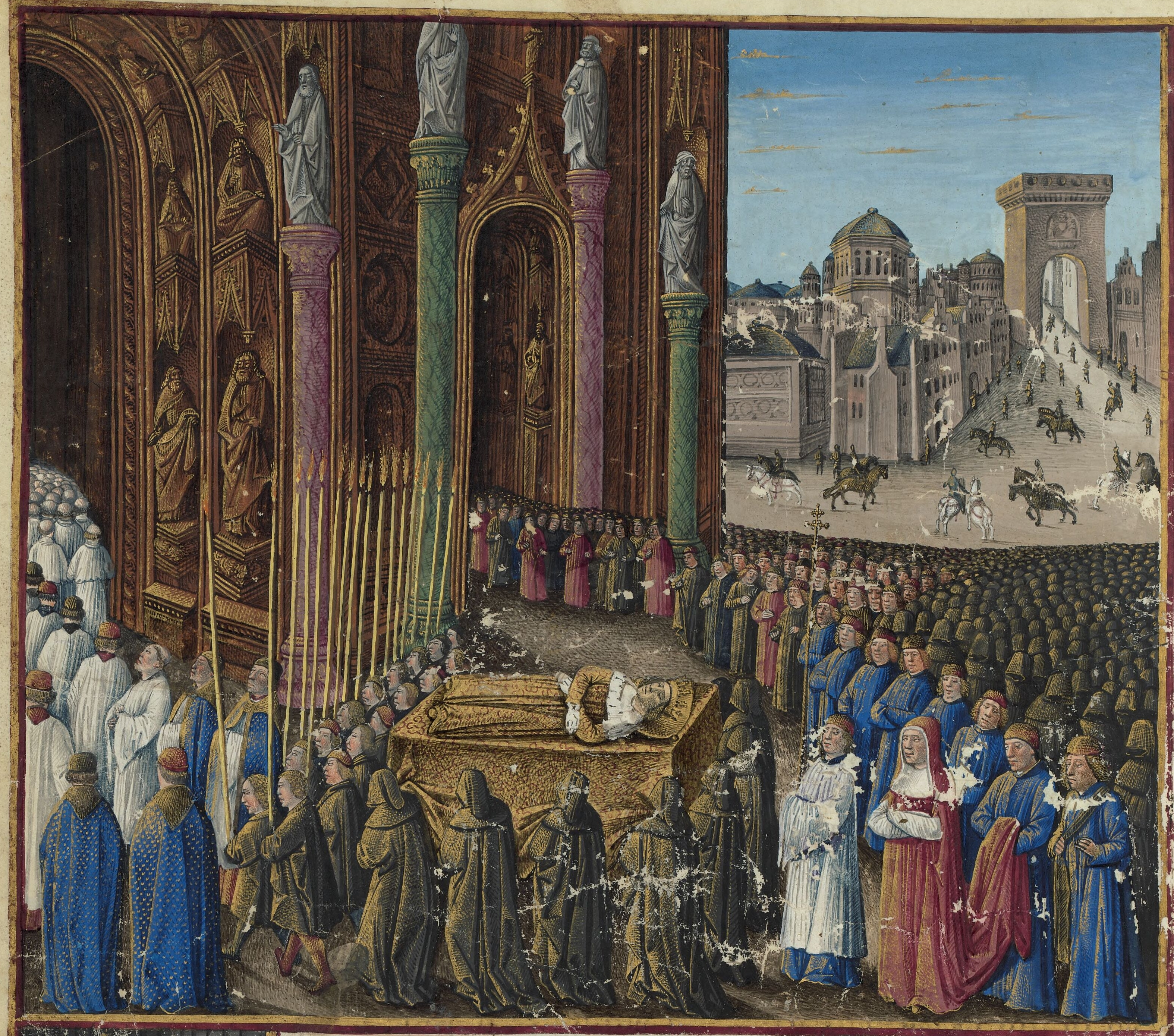
Похороны Балдуина I из книги: Les Passages d’outremer faits par les Français contre les Turcs depuis Charlemagne jusqu’en 1462.

Балдуин привёз с собой жену армянку по имени Арда (хотя современники никогда не называли её так), на которой он женился, чтобы получить политическую поддержку армянского населения в Эдессе, и которую он быстро оставил, когда он перестал нуждаться в армянской поддержке, будучи королём в Иерусалиме. Он, будучи женат на Арде, вступил во второй брак с Аделазией дель Васто, фактической правительницей Сицилии, в 1113 году, но был принуждён развестись с ней в 1117 году; сын Аделаиды от первого брака, Рожер II Сицилийский, не простил этого и в течение десятилетий отказывался от столь необходимой сицилийской военно-морской поддержки королевству.
Балдуин умер в 1118 году не оставив наследников, во время кампании против Египта, королевство было предложено его брату Евстахию III Булонскому, который сопровождал Балдуина и Готфрида в крестовом походе. Евстахию это было неинтересно, и вместо этого корона перешла к двоюродному брату Балдуина Балдуину де Бургу, который ранее унаследовал Эдессу. Балдуин II был также способным правителем и тоже успешно защищался от нашествий Фатимидов и сельджуков. Хотя Антиохия была сильно ослаблена после битвы при Сармаде в 1119 году, а сам Балдуин находился в плену у эмира Алеппо в 1122—1124 годах, Балдуин привёл государства крестоносцев к победе в битве при Аазазе в 1125 году. Его правление ознаменовалось учреждением первых военно-монашеских орденов, рыцарей-госпитальеров (получивших в это время официальный статус) и рыцарей-храмовников обосновавшихся в переделанной мечети аль-Акса; первыми сохранившимися письменными законами королевства, составленными на Соборе в Наблусе в 1120 году; первым торговым договором с Венецианской республикой, Pactum Warmundi, в 1124 году. Увеличение морской и военной поддержки со стороны Венеции привело к захвату Тира в 1124 году. Влияние Иерусалима распространилось также на Эдессу и Антиохию, где Балдуин II выступал в качестве регента, когда их собственные лидеры были убиты в бою, хотя в Иерусалиме также существовали регентские правительства во время пленения Балдуина. Балдуин был женат на армянской принцессе Морфии Мелитенской и имел четырёх дочерей: Годерну и Алису, которые вышли замуж за графа Трипольского и князя Антиохийского; Иовету, которая стала влиятельной аббатисой; и старшая, Мелисенда, которая была названа его наследницей и стала королевой после его смерти в 1131 году, со своим мужем Фульком V Анжуйским в качестве короля-консорта. Их сын, будущий Балдуин III, был назван сонаследником своим дедом.

## Первый период. Столица в Иерусалиме

### Эдесса, Дамаск и Второй крестовый поход

Иерусалимское королевство в 1135 г.

Балдуину II наследовала его дочь Мелисенда Иерусалимская, которая правила вместе со своим мужем Фульком Анжуйским. Фульк был опытным крестоносцем и оказал военную поддержку королевству во время массового паломничества к Святым местам в 1120 году. Он ввёл Иерусалим в сферу влияния Анжуйской державы, как отец Жоффруа V Плантагенета и будущий дед Генриха II Английского. Не все оценили появление чужеземца в качестве короля. В 1132 году Антиохия, Триполи и Эдесса провозгласили свою независимость и сговорились помешать Фульку осуществлять над ними сюзеренитет Иерусалимского королевства. Он победил войска Триполийского графства и установил регентство в Антиохии, устроив брак между графиней, племянницей Мелисенды Констанцией, и его собственным родственником Раймундом де Пуатье. Тем временем в Иерусалиме местные крестоносцы-аристократы выступили против того, что Фульк отдавал большее предпочтение своей анжуйской свите. В 1134 году Гуго II де Пюизе восстал против Фулька, объединившись с мусульманским гарнизоном в Аскалоне, за что был заочно осуждён за измену. Латинский патриарх вмешался, чтобы уладить спор, но затем на Гуго было совершено покушение, в котором обвинили Фулька. Этот скандал позволил Мелисенде и её сторонникам получить власть. Соответственно, Фульк «стал настолько упрямым, что…даже в незначительных случаях он не принимал никаких мер без её ведома и помощи».

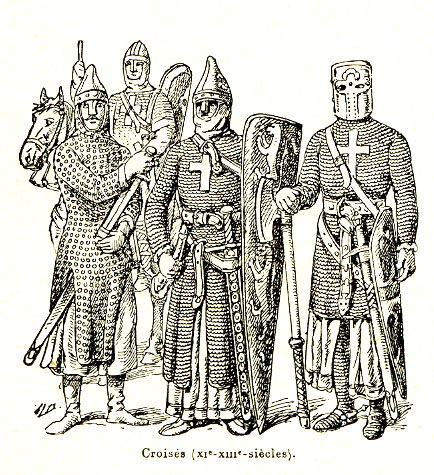
Изображение крестоносцев из издания Petit Larousse 1922 года

Во время их царствования было достигнуто наибольшее культурное и экономическое развитие, символ которого — псалтырь Мелисенды, заказанный королевой между 1135 и 1143 годами. Фульк, знаменитый полководец, столкнулся с новым опасным врагом — атабеком Мосула Зенги, который взял под свой контроль Алеппо и нацелился также на Дамаск; объединение этих трёх государств стало бы серьёзным ударом по растущей мощи Иерусалимского королевства. Кратковременное вмешательство в 1137—1138 годах ромейского императора Иоанна II Комнина, желавшего вернуть в лоно империи Антиохию, не остановило угрозы со стороны Зенги; в 1139 году Дамаск и Иерусалим признали серьёзность угрозы для обоих государств, был заключён союз, остановивший продвижение Зенги. Хотя Фульк удачно противостоял Зенги в течение своего правления, Гийом Тирский порицал его за плохое устройство охраны границ. Фульк использовал это время для строительства многочисленных замков, в том числе Ибелина и Эль-Карака. Фульк умер в результате несчастного случая на охоте в 1143 году. Зенги воспользовался этим и вторгся в 1144 году в земли Эдесского графства, которое он покорил в 1146. Королева Мелисанда, ставшая регентом при своём сыне Балдуине III, назначила нового коннетабля Манассе Д’Иержа, возглавившего армию после смерти Фулька, но Эдессу не удалось вернуть, несмотря на убийство самого Зенги в 1146 году. Падение Эдессы потрясло Европу и в 1148 году начался Второй крестовый поход.
Встретившись в Акре, предводители крестоносцев, король Франции Людовик VII Молодой и король Германии Конрад III Штауфен, решили атаковать дружественного королевству эмира Дамаска, как наиболее уязвимого противника, несмотря на договор между Дамаском и Иерусалимским королевством. Это было полным противоречием советам Мелисанды и Манассе, считавшим главным противником — Алеппо, победа над которым давала возможность вернуть Эдессу.
Крестовый поход закончился в 1148 году полным провалом. Осада Дамаска оказалась крайне неудачной; когда город, казалось, был на грани краха, армия крестоносцев внезапно двинулась на другую часть стены и была отброшена назад. Крестоносцы отступили в течение трёх дней. Ходили слухи о предательстве и подкупе, Конрад III чувствовал себя преданным иерусалимской знатью. Какова бы ни была причина неудачи, французская и немецкая армии вернулись домой, а через несколько лет Нур ад-Дин захватил Дамаск.

### Гражданская война

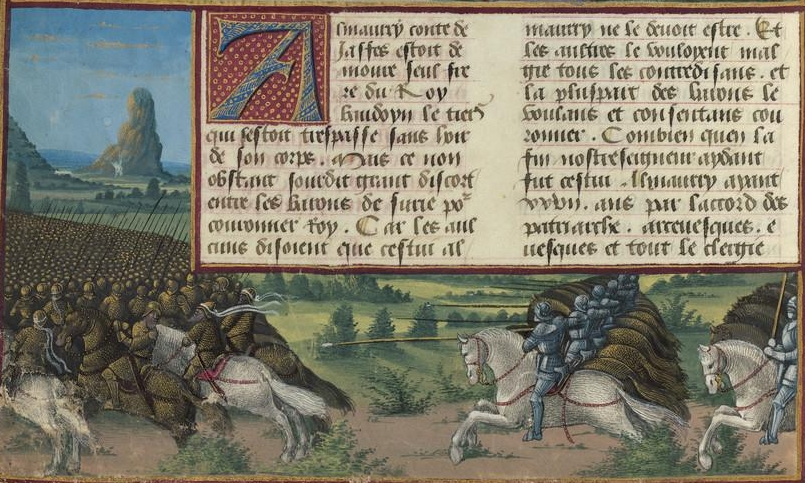
Битва при Аль-Букайе. Миниатюра Жана Коломба из книги Себастьена Мамро «Походы французов в Утремер» (1474).

Неудача Второго крестового похода имела ужасные долгосрочные последствия для королевства. Запад не решался посылать крупномасштабные экспедиции; в течение следующих нескольких десятилетий приходили только небольшие армии, возглавляемые мелкими европейскими дворянами, желавшими совершить паломничество. Тем временем мусульманские государства Сирии постепенно объединил Нур ад-Дин Махмуд, который разгромил Антиохийское княжество в битве при Инабе в 1149 году и получил контроль над Дамаском в 1154 году. Нур ад-Дин был фанатично религиозен, и во время его правления концепция джихада стала больше чем раньше использоваться как священная война против неверных.

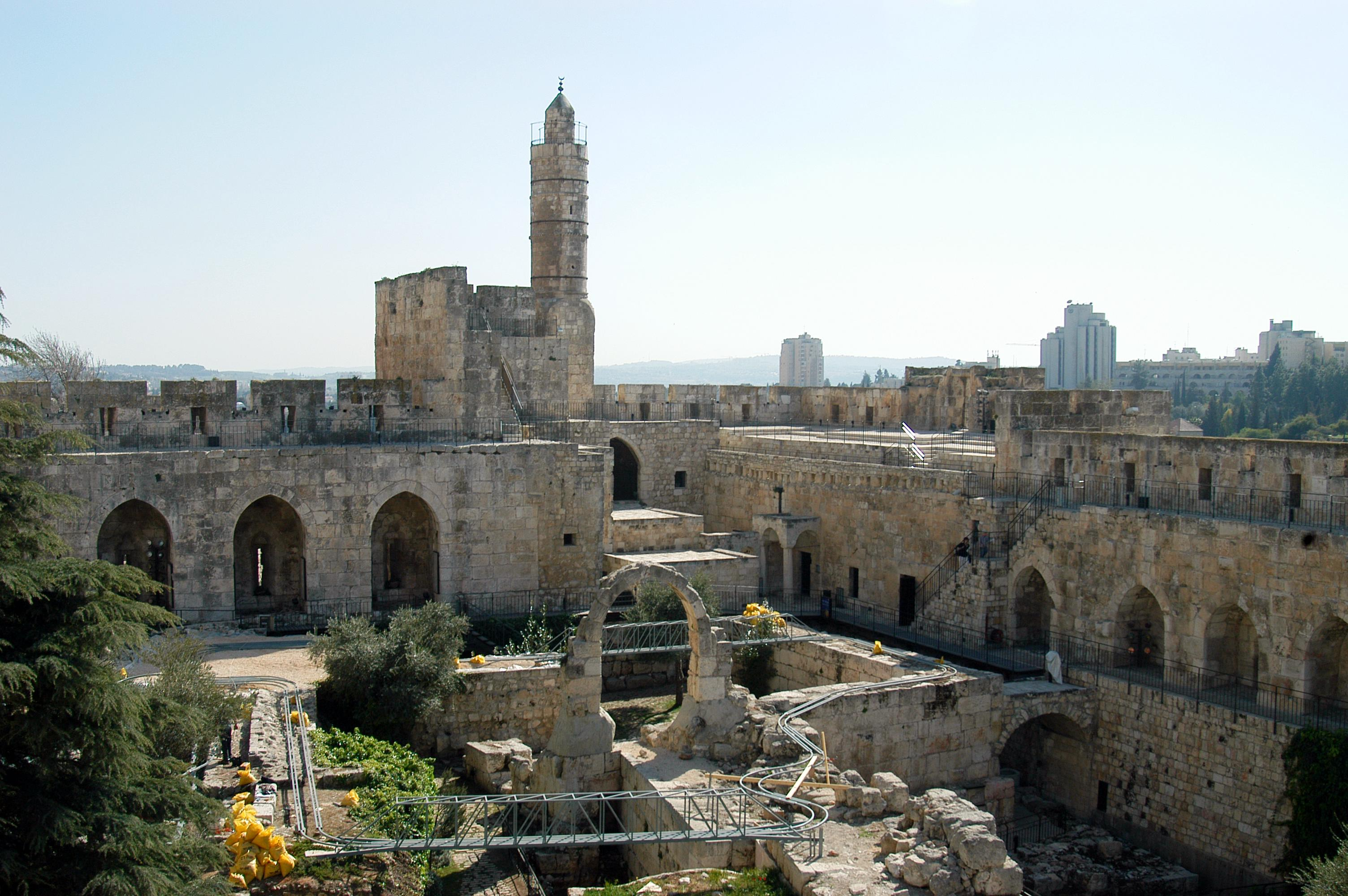
Башня Давида в Иерусалиме, наши дни.

В Иерусалиме, крестоносцы были отвлечены конфликтом между Мелисандой и Болдуином III. Мелисенда продолжала править как регент ещё долго после того, как Балдуин достиг совершеннолетия. Её поддерживали, в частности, Манассия Иергский, который, по существу, управлял королевством в качестве коннетабля, её сын Амори, которого она назначила графом Яффским, Филипп де Милли и семья Ибелинов. Балдуин утверждал свою независимость, выступая посредником в спорах в Антиохии и Триполи, получил поддержку братьев Ибелинов, когда они начали выступать против растущей власти Манассии, благодаря его женитьбе на их овдовевшей матери Хелвисе из Рамлы. В 1153 году Балдуин был коронован как единоличный правитель, был достигнут компромисс, в результате которого королевство было разделено надвое: Балдуин получил Акру и Тир на севере, а Мелисенде остался Иерусалим и города на юге. Балдуин смог заменить Манассию одним из своих сторонников, Онфруа II де Торонским. Балдуин и Мелисенда понимали, что такое положение не продлится долго. Вскоре Балдуин вторгся во владения своей матери, разбил Манассию и осадил свою мать в башне Давида в Иерусалиме. Мелисенда сдалась и удалилась в Наблус, но Балдуин назначил её своим регентом и главным советником, и она сохранила часть своего влияния, особенно при назначении церковных чиновников. В 1153 году Балдуин начал наступление на Аскалон, крепость на юге, из которой египетские армии Фатимидов постоянно совершали набеги на Иерусалим с момента основания королевства. Крепость была захвачена и присоединена к графству Яффо, всё ещё находящемуся во владении его брата Амори.

### Союз с Константинополем и вторжение в Египет

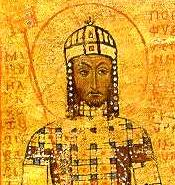
Император Восточной Римской империи Мануил I Комнин, близкий союзник Иерусалимского королевства.

С захватом Аскалона южная граница королевства теперь была в безопасности, и Египет, ранее представлявший серьёзную угрозу для королевства, но теперь дестабилизированный под властью нескольких малолетних халифов, был низведён до состояния данника. Нур ад-Дин оставался угрозой на востоке, и Балдуину пришлось бороться с наступлением ромейского императора Мануила I Комнина, претендовавшего на Антиохию. Чтобы укрепить оборону королевства против растущей силы мусульман, Балдуин III заключил первый прямой союз с Восточной Римской империей, женившись на Феодоре Комнине, племяннице императора Мануила; Мануил женился на кузине Балдуина Марии. Как выразился Гийом Тирский, была надежда, что Мануил сможет «благодаря своему собственному благополучию исправить наше бедственное положение, в котором пребывало наше королевство, и превратить нашу бедность в сверхизбыток».
Балдуин III умер в 1162 году, на год позже своей матери, ему наследовал его брат, Амори. Нур ад-Дин Занги овладел землями, лежавшими на Северо-востоке от Антиохии, взял Дамаск и стал близким и крайне опасным соседом для крестоносцев. В 1163 году крестоносцам удалось нанести сильное поражение Нур ад-Дину в битве при Аль-Букайе, сорвав его планы по дальнейшему расширению территории. Амори возобновил союз, заключённый Балдуином. В 1163 году нестабильная ситуация в Египте привела к отказу платить дань Иерусалиму, была запрошена помощь от Нур ад-Дина; в ответ Амори вторгся в Египет, но был вынужден повернуть назад, когда египтяне разрушили плотины на Ниле в Бильбейсе. Египетский визирь Шавар снова обратился за помощью к Нур ад-Дину, который послал своего полководца Ширкуха, но Шавар быстро отвернулся от него и вступил в союз с Амори. Амори и Ширкух осадили Бильбейс в 1164 году, но оба отступили из-за кампаний Нур ад-Дина против Антиохии, где Боэмунд III Антиохийский и Раймунд III Трипольский потерпели поражение в битве при Хариме. Казалось, что сама Антиохия падёт под натиском Нур ад-Дина, но он отступил, когда император Мануил послал в этот район большие ромейские силы. Нур ад-Дин отправил Ширкуха обратно в Египет в 1166 году, а Шавар снова вступил в союз с Амори который потерпел поражение в битве при Аль-Бабейне. Несмотря на поражение, обе стороны отступили, но Шавар оставался под контролем гарнизона крестоносцев в Каире. Амори укрепил свой союз с Мануилом, женившись в 1167 году на племяннице Мануила Марии Комнине, и посольство во главе с Гийомом Тирским было отправлено в Константинополь для переговоров о военной экспедиции, но в 1168 году Амори разграбил Бильбейс, не дожидаясь обещанной Мануилом морской поддержки. Амори больше ничего не добился, но его действия побудили Шавара снова перейти на другую сторону и обратиться за помощью к Ширкуху. Шавар был быстро убит, и когда Ширкух умер в 1169 году, ему наследовал его племянник Юсуф, позже ставший известный как Саладин. В том же году Мануил послал большой флот из 300 кораблей на помощь Амори, и город Дамиетта был взят в осаду. Однако ромейский флот отплыл с запасом провизии всего на три месяца. К тому времени, когда крестоносцы были готовы, припасы были уже на исходе, и флот отступил. Каждая сторона стремилась обвинить другую в неудаче, но обе знали, что они не могут захватить Египет без помощи друг друга: союз был сохранён, и были составлены планы ещё одной кампании против Египта, которые в конечном счёте должны были сойти на нет.
В конце концов Нур ад-Дин одержал победу и Саладин провозгласил себя султаном Египта. Саладин вскоре начал утверждать свою независимость от Нур ад-Дина, а со смертью Амори и Нур ад-Дина в 1174 году он получил прекрасную возможность, чтобы заполучить контроль над сирийскими владениями Нур ад-Дина. После смерти императора Мануила в 1180 году Иерусалимское королевство потеряло своего самого могущественного союзника.
Последующие события часто интерпретировались как борьба между двумя противоборствующими фракциями: «придворной партией», состоящей из матери Балдуина, первой жены Амори Агнессы де Куртене, её ближайших родственников и недавно прибывших из Европы, которые были неопытны в делах королевства и выступали за войну с Саладином; и «благородной партией», возглавляемой Раймундом Триполийским и мелкой знатью королевства, которая выступала за мирное сосуществование с мусульманами. Это точка зрения, предложенная Гийомом Тирским, который был твёрдо помещён в «благородный» лагерь, и его точка зрения была подхвачена последующими историками; в XX-м веке Маршалл У. Балдуин, Стивен Рансимен и Ганс Э. Майер поддержали эту точку зрения. Питер У. Эдбери, с другой стороны, утверждает, что Гийома, а также авторов XIII века, продолжавших «хронику Гийома» на французском языке и находившихся в союзе со сторонниками Раймонда в семье Ибелинов, нельзя считать беспристрастными. Хотя эти события явно были династической борьбой, «разделение происходило не между местными баронами и приезжими с Запада, а между родственниками короля по материнской и отцовской линии».

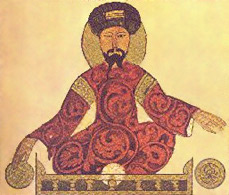
Салах ад-Дин (Саладин), из арабского кодекса XII века.

Амори I наследовал его молодой сын, Балдуин IV. С ранних лет он узнал, что болен проказой, но это не помешало ему доказать, что он является деятельным и сильным правителем и хорошим военачальником. Он смог на время отодвинуть внешнюю угрозу от королевства, но его болезнь и ранняя смерть внесли новые междоусобицы и раздоры в и без того парализованную жизнь королевства.
Миль де Планси был недолго бальи королевства или регентом во время малолетства Балдуина IV. Де Планси был убит в октябре 1174 года и регентом стал граф Раймунд III Трипольский, двоюродный брат Амори по матери. Весьма вероятно, что Раймунд или его сторонники организовали это убийство. Балдуин достиг совершеннолетия в 1176 году и, несмотря на болезнь, больше не нуждался в регенте. Поскольку Раймунд был его ближайшим родственником по мужской линии и имел серьёзные права на трон, его беспокоили масштабы его амбиций, хотя прямых наследников у него не было. Чтобы уравновесить это, король время от времени обращался к своему дяде, Жослену III Эдесскому, который был назначен сенешалем в 1176 году; Жослен был более близким родственником Балдуина, чем Раймунд, но сам не претендовал на трон.
Будучи прокажённым, Балдуин не имел детей и не мог долго править, поэтому ближайшими его преемниками стали его сестры Сибилла и младшая сводная сестра Изабелла. Балдуин и его советники признали, что Сибилле необходимо выйти замуж за дворянина c Запада, чтобы получить поддержку европейских государств в случае военного кризиса; в то время как Раймунд был ещё регентом, был устроен брак Сибиллы и Вильгельма Монферратского, двоюродного брата Людовика VII французского и Фридриха Барбароссы, императора Священной Римской империи. Надеялись, что, объединившись с родственником западного императора, Фридрих придёт на помощь королевству. Иерусалим снова обратился за помощью к Восточной Римской империи, а император Мануил искал способ восстановить престиж своей империи после поражения в битве при Мириокефале в 1176 году; эту миссию взял на себя Рено де Шатильон. После прибытия Вильгельма Монферратского в 1176 году он заболел и умер в июне 1177 года, оставив Сибиллу вдовой и беременной будущим Балдуином V.

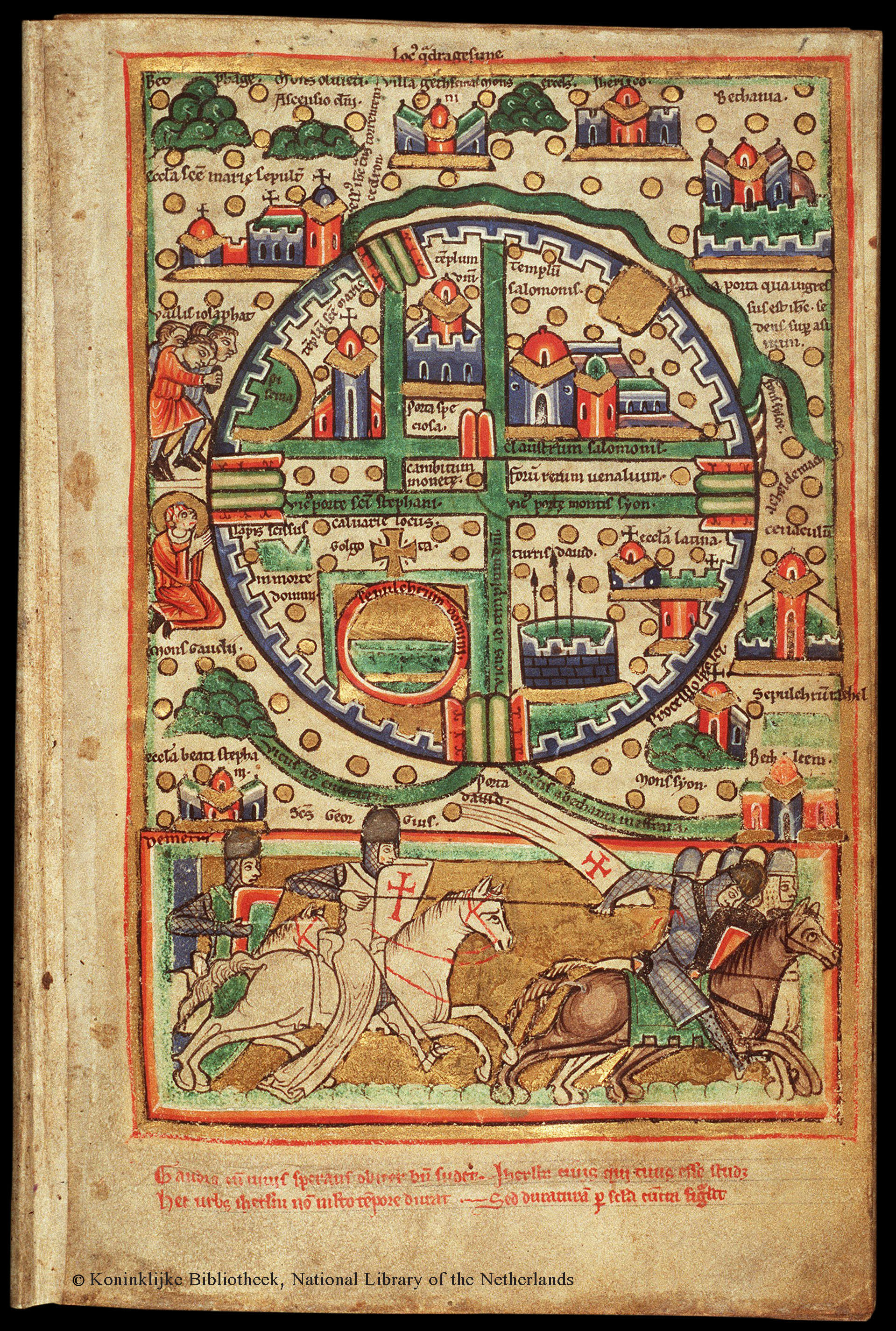
Идеализированная карта Иерусалимского королевства крестоносцев XII века.

Вскоре после этого Филипп Эльзасский прибыл в Иерусалим с паломничеством; он был двоюродным братом Балдуина IV, и король предложил ему регентство и командование армией, от чего Филипп отказался, хотя и возражал против назначения Рено регентом. Тогда Филипп попытался вмешаться в переговоры о втором муже Сибиллы и предложил одного из своих приближённых, но местные бароны отвергли его предложение. Кроме того, Филипп, казалось, думал, что он мог бы завоевать себе собственный домен в Египте, но он отказался участвовать в запланированной ромейско-иерусалимской экспедиции. Экспедиция была отложена и в конце концов отменена, и Филипп увёл свою армию на север.
Большая часть армии королевства двинулась на север с Филиппом, Раймундом III и Боэмундом III, чтобы атаковать Хаму, и Саладин воспользовался возможностью вторгнуться в королевство. Балдуин оказался эффективным и энергичным королём, а также блестящим военачальником: он победил Саладина в битве при Монжизаре в сентябре 1177 года, несмотря на значительное численное превосходство и необходимость полагаться на ополчение. Хотя присутствие Балдуина, несмотря на его болезнь, вдохновляло людей, прямые военные решения фактически принимались Рено.
Предполагалось, что Гуго III Бургундский приедет в Иерусалим и женится на Сибилле, но Гуго не смог покинуть Францию из-за политических волнений там в 1179—1180 годах после смерти Людовика VII. Тем временем мачеха Балдуина IV Мария, мать Изабеллы и мачеха Сибиллы, вышла замуж за Балиана Ибелина. На Пасху 1180 года Раймунд и его двоюродный брат Боэмунд III Антиохийский попытались заставить Сибиллу выйти замуж за брата Балиана Балдуина Ибелина. Раймунд и Боэмунд были ближайшими родственниками короля Балдуина по отцовской линии и могли претендовать на трон, если бы король умер без наследника или подходящей замены. Ещё до приезда Раймунда и Боэмунда Агнес и король Балдуин устроили так, что Сибилла вышла замуж за новоприбывшего из Пуату Ги де Лузиньяна, чей старший брат Амори II де Лузиньян был уже известной фигурой при дворе. На международном уровне Лузиньяны были полезны как вассалы Балдуина и кузена Сибиллы Генриха II Английского. Балдуин обручил восьмилетнюю Изабеллу с Онфруа IV де Тороном, пасынком могущественного Рено де Шатильоном, тем самым избавив её от влияния семьи Ибелинов и своей матери.
Спор между двумя фракциями в королевстве повлиял на избрание нового патриарха в 1180 году. Когда Патриарх Амори Несль умер 6 октября 1180 года, двумя наиболее очевидными кандидатами на его место были Гийом Тирский и Ираклий Кесарийский. Они были довольно равны по происхождению и образованию, но политически они были в союзе с противоположными партиями, так как Ираклий был одним из сторонников Агнессы де Куртене. Каноники храма Гроба Господня обратились к королю за советом, и Ираклий был избран под влиянием Агнессы. Ходили слухи, что Агнес и Ираклий были любовниками, но эта информация исходит из записей Гийома Тирского XIII века, и нет никаких других доказательств, подтверждающих такое утверждение.
В конце 1181 года Рено де Шатильон совершил набег на юг, в Аравию, в направлении Медины, хотя ему и не удалось продвинуться так далеко. Вероятно, примерно в это же время Рено напал и на мусульманский караван. В то время королевство заключило перемирие с Саладином, и действия Рено рассматривались как самостоятельный акт разбоя; возможно, он пытался помешать Саладину переместить свои войска на север, чтобы взять под контроль Алеппо, что укрепило бы позиции Саладина. В ответ Саладин напал на королевство в 1182 году, но потерпел поражение в битве при замке Бельвуар. Король Балдуин, хотя и был тяжело болен, всё же смог лично командовать армией. Саладин попытался осадить Бейрут с суши и моря, но Балдуин совершил набег на территорию вокруг Дамаска, но ни одна из сторон не нанесла значительного ущерба. В декабре 1182 года Рено начал морскую экспедицию на Красном море, которая добралась до Рабига. Экспедиция потерпела поражение, и двое людей Рено были доставлены в Мекку для публичной казни. Как и его более ранние набеги, экспедиция Рено обычно рассматривается как эгоистичная и в конечном счёте фатальная для Иерусалимского королевства, но, согласно Бернарду Гамильтону, это была на самом деле хитрая стратегия, предназначенная нанести ущерб престижу и репутации Саладина.
В 1183 году по всему королевству был введён общий налог, беспрецедентный в Иерусалимском королевстве и почти во всей средневековой Европе. Налог помогал оплачивать большие армии в течение следующих нескольких лет. Конечно, требовалось больше войск, так как Саладин, наконец, смог получить контроль над Алеппо, и с миром на его северных территориях он мог сосредоточиться на Иерусалиме на юге. Король Балдуин был настолько недееспособен из-за своей проказы, что пришлось назначить регента, им стал Ги де Лузиньян, так как он был законным наследником Балдуина и король скоро должен был умереть. Неопытный Ги возглавил армию королевства против Саладина вторгнувшегося в королевство, но ни одна из сторон не добилась реальных успехов, и его противники критиковали Ги за то, что он не ударил против Саладина, когда у него был шанс.

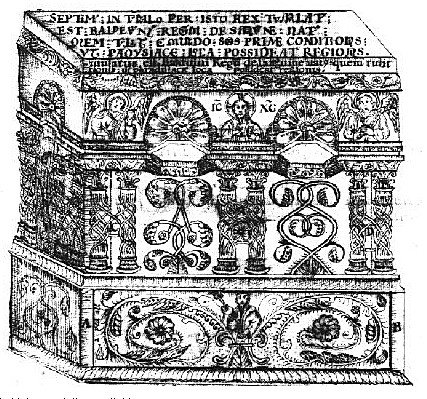
Гробница Балдуина V на рисунке XVIII века Эльзара Хорна.

В октябре 1183 года Изабелла вышла замуж за Онфруа IV де Торона в Кераке, в это же время их осадил Саладин, который, возможно, надеялся захватить несколько ценных пленников. Когда король Балдуин, хотя теперь слепой и искалеченный, оправился достаточно, чтобы возобновить своё правление и командование армией, Ги был отстранён от регентства, а его пятилетний приёмный сын, племянник короля Балдуина и тёзка Балдуина, был коронован в качестве соправителя в ноябре. Король Балдуин сам отправился на помощь замку, его несли на носилках и сопровождала мать. Он примирился с Раймундом Триполийским и назначил его военачальником. Осада была снята в декабре и Саладин отступил в Дамаск. Саладин предпринял ещё одну попытку осады в 1184 году, но Балдуин отразил и эту атаку, тогда Саладин совершил набег на Наблус и другие города по пути домой.
В октябре 1184 года Ги де Лузиньян возглавил нападение на кочевников-бедуинов со своей базы в Аскалоне. В отличие от нападений Рено на караваны, которые, возможно, имели какую-то военную цель, Ги атаковал группу, которая обычно была лояльна Иерусалиму и предоставляла разведданные о передвижениях войск Саладина. В то же время у короля Балдуина болезнь усилилась, и его регентом был назначен Раймунд Триполийский, а не Ги. Балдуин IV умер весной 1185 года, титул короля перешёл к его племяннику, малолетнему Балдуину V.
Тем временем кризис престолонаследия побудил отправить миссию на Запад и обратиться за помощью. В 1184 году патриарх Ираклий объехал все дворы Европы, но никакой помощи не последовало. Ираклий предложил «ключи от храма Гроба Господня, башни Давида и знамени Иерусалимского королевства», но не саму корону, Филиппу II Августу и Генриху II Плантагенету; последний, будучи внуком Фулька, был двоюродным братом короля и обещал отправиться в крестовый поход после убийства Томаса Бекета. Оба короля предпочли остаться дома, чтобы защищать свои собственные территории, а не выступать в качестве регентов для ребёнка в Иерусалиме. Немногочисленные европейские рыцари, побывавшие в Иерусалиме, даже не видели сражений, так как перемирие с Саладином было восстановлено. Вильгельм V Монферратский был одним из немногих, кто пришёл на помощь своему внуку Балдуину V.
Правление Балдуина V, регентом которого был Раймунд Триполийский, а опекуном-его двоюродный дед Жослен I де Куртене, было недолгим. Он был болезненным ребёнком и умер летом 1186 года. Раймунд и его сторонники отправились в Наблус, по-видимому, в попытке помешать Сибилле взайти на трон, но Сибилла и её сторонники отправились в Иерусалим, где было решено, что королевство должно перейти к ней, при условии, что её брак с Ги будет аннулирован. Она согласилась, но только в том случае, если сможет сама выбрать себе мужа и короля, и после коронации она немедленно короновала Ги своими собственными руками. Раймунд отказался присутствовать на коронации и в Наблусе предложил короновать Изабеллу и Онфруа, но Онфруа отказался, зная, что это несомненно вызовет гражданскую войну. Онфруа отправился в Иерусалим и поклялся в верности Ги и Сибилле, как и большинство других бывших сторонников Раймунда. Сам Раймунд отказался это сделать и уехал в Триполи; Балдуин Ибелин тоже отказался это сделать и отказавшись от своих феодов и уехал в Антиохию.

### Потеря Иерусалима и Третий крестовый поход

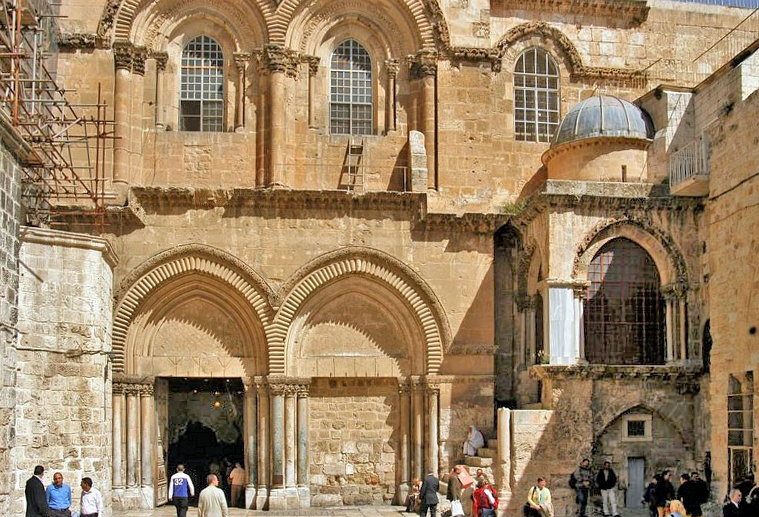
Главный вход в Храм Гроба Господня.

Раймунд Трипольский вступил в союз с Саладином против Ги де Лузиньяна и позволил мусульманскому отряду занять его владения в Тверии, вероятно, надеясь, что Саладин поможет ему свергнуть Ги. Саладин тем временем установил мир на своих месопотамских территориях и теперь горел желанием напасть на королевство крестоносцев; он не собирался продлевать перемирие, когда оно истекло в 1187 году. Перед истечением срока перемирия Рено де Шатильон, князь Трансиордании и один из главных сторонников Ги, узнал, что Саладин собирает свои войска, и решил воспользоваться этим, но напав не на воинские отряды, а на мусульманские караваны, где к тому находилась сестра Саладина, дав тому легальный повод начать войну против Иерусалимского королевства. Ги был на грани нападения на Раймунда, но понял, что королевство должно быть объединено перед лицом общей мусульманской угрозы со стороны Саладина, и Балиан II Ибелин добился примирения между ними на Пасху 1187 года. Саладин снова напал на Керак в апреле, а в мае мусульманский отряд налётчиков наткнулся на гораздо меньший отряд крестоносцев охранявших посольство, направлявшееся на переговоры с Раймундом, и разгромил его в битве при Крессоне близ Назарета. Раймунд и Ги в конце концов согласились напасть на Саладина в Тверии, но не смогли согласовать план; Раймунд считал, что следует избегать большого сражения поскольку у крестоносцев было слишком мало людей, но Ги, вероятно, вспомнил критику, с которой он столкнулся за то, что уклонился от сражения в 1183 году, и было решено выступить против Саладина в открытом сражении. 4 июля 1187 года армия королевства была наголову разбита в битве при Хаттине. Раймунду Трипольскому, Балиану Ибелину и Рено де Гранье удалось спастись, но Рено был схвачен и лично казнён Саладином, а Ги заключён в темницу в Дамаске.
В течение следующих нескольких месяцев Саладин с легкостью захватил всё королевство. В руках франков оставался только порт Тир, который защищал Конрад Монферратский, который как раз вовремя прибыл из Константинополя. Последовавшее в 1187 году падение Иерусалима по существу закончило первое Королевство Иерусалима. Значительной части населения, пополненной беженцами, спасавшимися от завоевания Саладином окрестных территорий, было вынуждено бежать в Тир, Триполи или Египет (откуда их отправляли обратно в Европу), но те, кто не мог заплатить за свою свободу, были проданы в рабство, а те, кто мог, часто подвергались ограблению. Как христиане, так и мусульмане отправились в изгнание. Захват города потряс Европу и привёл к Третьему Крестовому походу, который начался в 1189 году. Им руководили Ричард I Львиное Сердце и Филипп Август (Фридрих Барбаросса умер в пути). Войско крестоносцев дважды подступало к Иерусалиму, но так и не осмелилось вернуть город.
Ги де Лузиньян, которому Конрад отказал во въезде в Тир, начал осаду Акры в 1189 году. Во время длительной осады, которая продолжалась до 1191 года, патриарх Ираклий, королева Сибилла и её дочери и многие другие умерли от болезней. После смерти Сибиллы в 1190 году у Ги больше не было законных прав на престол, и наследство перешло к сводной сестре Сибиллы Изабелле. Мать Изабеллы Мария и Ибелины (на тот момент тесно связанные с Конрадом) утверждали, что брак Изабеллы и Онфруа IV де Торона был незаконным, поскольку в то время она была несовершеннолетней; в основе этого лежал тот факт, что Онфруа предал интересы своей жены в 1186 году. Брак был расторгнут, хотя были некоторые разногласия по этому поводу. Конрад, который теперь был ближайшим родственником Балдуина V по мужской линии и уже зарекомендовал себя как способный военачальник, женился на Изабелле, но Ги отказался уступить корону.
Когда король Англии Ричард Львиное Сердце прибыл в Левант в 1191 году, они с королём Франции Филиппом заняли разные стороны в споре о престолонаследии. Ричард поддерживал Ги, своего вассала из Пуату, в то время как Филипп поддерживал Конрада, двоюродного брата своего покойного отца Людовика VII. Испытывая сильное недомогание, Филипп вернулся домой в 1191 году, вскоре после падения Акры. Ричард разбил Саладина в битве при Арсуфе в 1191 году и в битве при Яффе в 1192 году, вернув себе большую часть побережья, но не смог вернуть Иерусалим или какую-либо часть внутренней территории королевства. Было высказано предположение, что это, возможно, на самом деле было стратегическим решением Ричарда, а не неудачей как таковой, поскольку он, возможно, осознавал, что Иерусалим, в частности, на самом деле был стратегической обузой, поскольку он был изолирован от моря, куда прибывали западные подкрепления. Конрад Монферратский был единогласно избран королем в апреле 1192 года, но всего через несколько дней он был убит ассасинами, восемь дней спустя беременная Изабелла вышла замуж за графа Генриха II Шампанского, племянника Ричарда и Филиппа, но политического союзника Ричарда. В качестве компенсации Ричард продал Ги остров Кипр, который Ричард захватил по пути в Акру, однако Ги продолжал претендовать на иерусалимский трон вплоть до своей смерти в 1194 году.
Крестовый поход завершился в 1192 году Яффским мирным договором; Саладин разрешил совершать паломничества в Иерусалим, позволив крестоносцам выполнить свои обеты, после чего все они вернулись домой. Местные бароны-крестоносцы приступили к восстановлению своего королевства, но уже из Акры и других прибрежных городов.

## Второй период. Столица в Акре
В течение следующих ста лет Иерусалимское королевство оставалось крошечным государством, расположенным вдоль моря. Его столица была перенесена в Акру, и оно контролировало большую часть береговой линии современного Израиля и южного и центрального Ливана, включая крепости и города Яффо, Арсуф, Кесарию, Тир, Сидон и Бейрут. В лучшем случае оно включало в себя лишь несколько других значительных городов, таких как Аскалон и некоторые внутренние крепости, а также сюзеренитет над Триполи и Антиохией. Новый король, Генрих Шампанский, случайно умер в 1197 году, и Изабелла вышла замуж в четвертый раз, за Амори Лузиньяна, брата Ги. Амори уже унаследовал Кипр от Ги и был коронован сыном Фридриха Барбароссы, императором Генрихом VI. Генрих возглавил крестовый поход в 1197 году, но погиб по пути. Тем не менее, его войска вернули Бейрут и Сидон королевству, прежде чем вернуться домой в 1198 году. В 1198 году с Айюбидами в Сирии было заключено пятилетнее перемирие.
После смерти Саладина в 1193 году империя Айюбидов погрузилась в гражданскую войну. Его сыновья претендовали на различные части его империи: Аз-Захир Гази ибн Юсуф взял под свой контроль Алеппо, Аль-Азиз Усман ибн Юсуф удерживал Каир, а его старший сын Аль-Афдаль Али ибн Юсуф удерживал Дамаск. Брат Саладина Аль-Адиль I Абу Бакр ибн Айюб заполучил территориию в районе Джазиры (северную Месопотамию), а сын аль-Адиля аль-Муаззам овладел Кераком и Трансиорданией. В 1196 году аль-Афдаль был изгнан из Дамаска аль-Адилем в союзе с Усманом. Когда в 1198 году Усман умер, аль-Афдаль вернулся к власти в Египте в качестве регента при малолетнем сыне Усмана. Объединившись с аз-Захиром, он напал на своего дядю в Дамаске. Альянс распался, и аль-Адиль затем нанёс поражение аль-Афдалю в Египте заполучив власть в Египте. В 1200 году Аль-Адиль провозгласил себя султаном Египта и Сирии, передав Дамаск аль-Муаззаму, а Джазира была отдана другому сыну, аль-Камилю. После второй безуспешной осады Дамаска двумя братьями аль-Афдаль принял феодальное владение, состоящее из Самсаты и ряда других городов. Аз-Захир из Алеппо подчинился своему дяде в 1202 году, таким образом, вновь объединив территории Айюбидов.
Тем временем вынашивались планы отвоевать Иерусалим при помощи подкреплений из Европы. После успеха Третьего крестового похода был запланирован Четвёртый крестовый поход, но крестоносцы решили в 1204 году лучше захватить христианский Константинополь, чем соваться в логово злобных сарацин, город был ими разграблен, а крестоносцы так и не прибыли в Левант. Однако Амори, не зная о преступлении пилигримов, совершил набег на Египет в преддверии ожидаемой помощи. И Изабелла, и Амори умерли в 1205 году, и королевой Иерусалима снова стала несовершеннолетняя девочка, дочь Изабеллы и Конрада, Мария Иерусалимская. Сводный брат Изабеллы Жан I Ибелин, сеньор Бейрута, правил страной в качестве регента до 1210 года, когда Мария вышла замуж за опытного французского рыцаря Иоанна де Бриенна. Мария умерла при родах в 1212 году, и Иоанн де Бриенн продолжил править в качестве регента при их дочери Иоланте.

### Пятый и шестой крестовые походы и Фридрих II

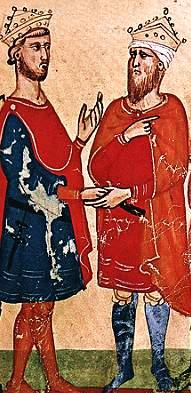
Фридрих II (слева) встречает аль-Камиля (справа). Nuova Cronica от Джованни Виллани (XIV век).

Четвёртый Латеранский собор 1215 года призвал к новому, более организованному крестовому походу против Египта. В конце 1217 года король Венгрии Андраш II и герцог Австрии Леопольд VI прибыли в Акру и вместе с Иоанном де Бриенном совершили набег на территорию вглубь страны, включая гору Фавор, но безуспешно. После ухода венгров оставшиеся крестоносцы приступили к восстановлению Кесарии и крепости тамплиеров Шато Пелерин в течение зимы 1217 и весны 1218 года.
Весной 1218 года начался Пятый крестовый поход, тогда флотилия немецких крестоносцев высадилась в Акре. Вместе с королём Иоанном, который был избран лидером крестового похода, флотилия отправилась в Египет и осадила в мае город Дамиетта в устье Нила. Осада продвигалась медленно, и в августе 1218 года египетский султан аль-Адиль умер, предположительно, от потрясения после того, как крестоносцам удалось захватить одну из башен городских стен Дамиетты. Ему наследовал его сын аль-Камиль. Осенью 1218 года из Европы прибыло подкрепление, в том числе папский легат Пайу Галван. Зимой крестоносцы пострадали от наводнений и болезней, и осада затянулась на весь 1219 год, когда прибыл Франциск Ассизский, чтобы попытаться договориться о перемирии. Ни одна из сторон не смогла согласиться с условиями, несмотря на предложение Айюбидов о тридцатилетнем перемирии, восстановлении Иерусалима и возвращении большей части территории бывшего королевства. В конце концов крестоносцам удалось взять город в ноябре измором. Аль-Камиль отступил в близлежащую крепость Эль-Мансура, но крестоносцы оставались в Дамиетте в течение 1219 и 1220 годов, ожидая прибытия императора Священной Римской империи Фридриха II, в то время как король Иоанн ненадолго вернулся в Акру, чтобы защититься от аль-Муаззама, который совершал набеги на королевство из Дамаска в отсутствие Иоанна. Всё ещё ожидая скорого прибытия императора, в июле 1221 года крестоносцы направились к Каиру, но их остановил поднявшийся уровень воды Нила, которому аль-Камиль позволил разлиться, разрушив дамбы вдоль его течения. Султан легко разгромил попавшую в ловушку армию крестоносцев и вернул себе Дамиетту. Император Фридрих же вообще не прибыл, чтобы возглавить своё войско.
После провала крестового похода Иоанн путешествовал по Европе в поисках помощи, но нашёл поддержку только у Фридриха, который затем в 1225 году женился на дочери Иоанна и Иоланты. В следующем году Иоланта умерла, родив сына Конрада IV, который унаследовал трон от своей матери, хотя так и не появился на Востоке. Фридрих отказался от своего обещания возглавить Пятый крестовый поход, но всё же нагло желал утвердить свои притязания на трон с помощью Конрада. Были также планы присоединиться к аль-Камилю в нападении на аль-Муаззама в Дамаске, и этот союз обсуждался с египетскими послами в Италии. Но после того, как Фридрих постоянно откладывал свой отъезд в Святую землю, он был отлучен от церкви папой Григорием IX в 1227 году. Крестоносцы, возглавляемые не Фридрихом, а его представителями Риккардо Филанджери, Генрихом IV, герцогом Лимбургским, и Германом фон Зальцом, великим магистром тевтонского ордена, прибыли на восток в конце 1227 года и, ожидая императора, приступили к восстановлению Сидона, где построили мощную крепость, и замок Монфор, который позже стал штаб-квартирой тевтонских рыцарей. Айюбиды Дамаска не осмелились напасть, так как аль-Муаззам незадолго до этого внезапно скончался. Фридрих, наконец, отправился в Шестой крестовый поход в сентябре 1228 года и провозгласил себя регентом королевства от имени своего малолетнего сына.
Фридрих немедленно вступил в конфликт с местной знатью Утремера, некоторые из которых были возмущены его попытками установить имперскую власть как над Кипром, так и над Иерусалимом. Кипрская знать уже ссорилась между собой из-за регентства над Генрихом I Кипрским, который был ещё ребёнком. Высокий суд Кипра избрал Жана Ибелина регентом, но мать Генриха, Алиса Шампанская, пожелала назначить одного из своих сторонников; Алиса и её партия, члены или сторонники династии Лузиньянов, встали на сторону Фридриха, чей отец короновал Амори Лузиньяна в 1197 году. В Лимассоле Фридрих потребовал, чтобы Жан отказался не только от регентства на Кипре, но и от своего личного домена Бейрута на материке. Жан утверждал, что у Фридриха не было законных полномочий выдвигать такие требования, и отказался удовлетворять требования Фридриха. Затем Фридрих заключил сыновей Жана в тюрьму в качестве заложников, чтобы гарантировать поддержку Жаном своего крестового похода.
Жан действительно сопровождал Фридриха на материк, но там Фридриха встретили недоброжелательно; одним из немногих его сторонников был Балиан I Гранье, сеньор Сидона, который за год до этого приветствовал крестоносцев, а теперь выступал в качестве посла у Айюбидов. Смерть аль-Муаззама свела на нет предложенный союз с аль-Камилем, который вместе со своим братом аль-Ашрафом захватил Дамаск (а также Иерусалим) у своего племянника, сына аль-Муаззама ан-Насира Дауда. Однако аль-Камиль, по-видимому, не знал ни о малочисленности армии Фридриха, ни о разногласиях внутри неё, вызванных его отлучением от церкви, и не хотел защищать свои территории от очередного крестового похода. Одного присутствия Фридриха было достаточно, чтобы вернуть Иерусалим, Вифлеем, Назарет и ряд окрестных замков без боя: они были возвращены в феврале 1229 года в обмен на десятилетнее перемирие с Айюбидами и свободу вероисповедания для мусульманских жителей Иерусалима. Условия договора были неприемлемы для патриарха Иерусалимского Джеральда Лозаннского, который наложил на город интердикт. В марте Фридрих короновался в храме Гроба Господня, но из-за его отлучения от церкви и интердикта на Иерусалим, город так и не был по-настоящему включен в состав королевства, которым продолжали управлять из Акры.
Тем временем в Италии папа использовал отлучение Фридриха от церкви как предлог для вторжения на его итальянские территории; папские войска возглавлял бывший тесть Фридриха Иоанн де Бриенн. Фридрих был вынужден вернуться домой в 1229 году, покинув Святую землю «ненавидимый, проклинаемый и поносимый» жителями Акры.

### Война с ломбардцами и Крестовый поход баронов

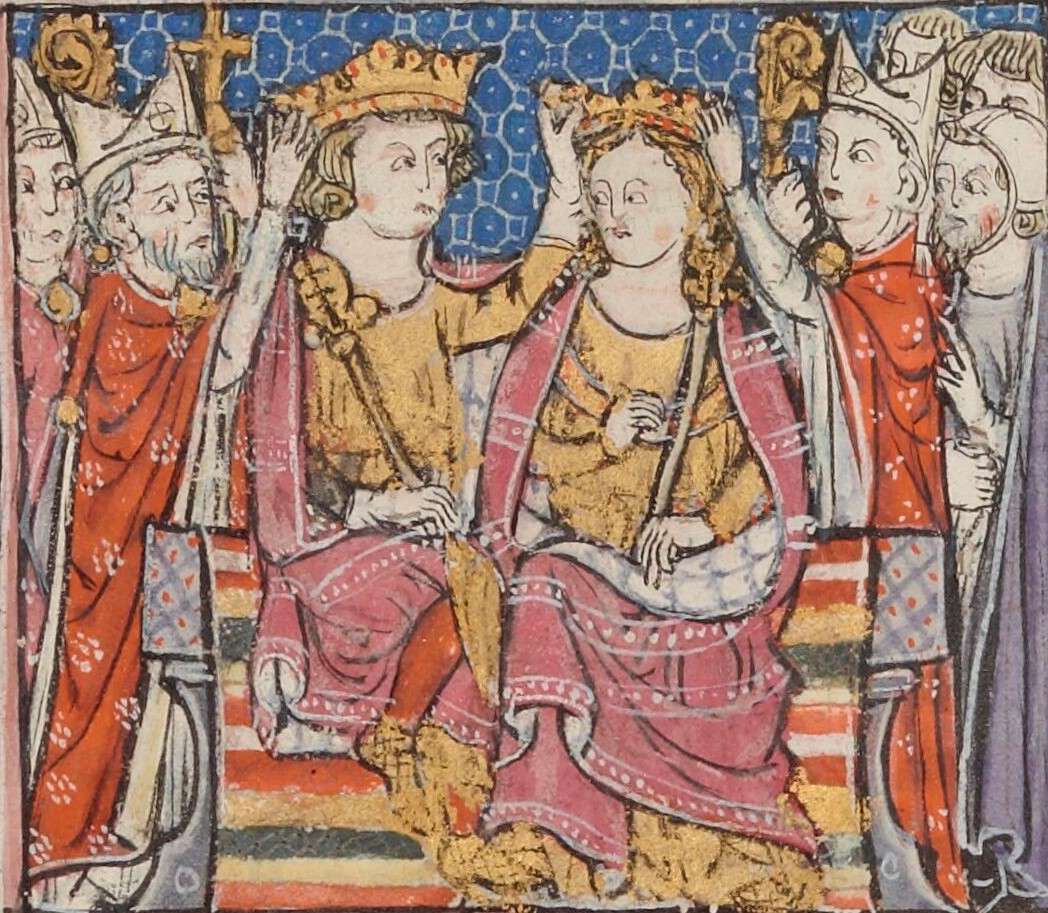
Коронация Марии Монферратской и Иоанна де Бриенна в качестве монархов Иерусалимского королевства и императора Латинской империи.

Тем не менее, в 1231 году Фридрих послал имперскую армию под командованием Риккардо Филанджери, которая заняла Бейрут и Тир, но не смогла установить контроль над Акко. Сторонники Жана образовали в Акко коммуну, мэром которой в 1232 году был избран сам Жан. С помощью генуэзских купцов коммуна отбила Бейрут. Жан также атаковал Тир, но потерпел поражение от Филанджери в битве при Казаль-Имберте в мае 1232 года.
В 1232 году король Кипра Генрих I достиг совершеннолетия, и в регентстве Жана больше не было необходимости. И Жан, и Филанджери поспешили вернуться на Кипр, чтобы утвердить свою власть, и 15 июня имперские войска потерпели поражение в битве при Агриди. Генрих стал бесспорным королём Кипра, но продолжал поддерживать ибелинов в борьбе с Лузиньянами и имперской партией. На материке Филанджери пользовался поддержкой Боэмунда IV Антиохийского, тевтонских рыцарей, рыцарей-госпитальеров и пизанских купцов. Жана поддерживали его вассалы на Кипре и его континентальные владения Бейрут, Кесария Палестинская и Арсуф, а также рыцари-тамплиеры и генуэзцы. Ни одна из сторон не смогла добиться успеха, и в 1234 году папа Григорий IX отлучил Жана и его сторонников от церкви. В 1235 году это решение было частично отменено, но мира достичь так и не удалось. Жан умер в 1236 году, и войну продолжили его сын Балиан Бейрутский и племянник Филипп I де Монфор.
Между тем, срок действия договора с Айюбидами истёкал в 1239 году. Планы нового крестового похода под руководством Фридриха провалились, а сам Фридрих в 1239 году был вновь отлучён Григорием IX от церкви. Однако за дело взялись другие европейские дворяне, в том числе Тибо IV, граф Шампани и король Наварры, Пьер I де Дрё и Амори VI де Монфор, которые прибыли в Акко в сентябре 1239 года. Тибо был избран предводителем крестового похода на совете в Акре, на котором присутствовало большинство влиятельных дворян королевства, включая Готье IV де Бриенна, Жана де Ибелина Арсуфского и Балиана Сидонского. Начало крестового похода было краткой передышкой в лангобардской войне; Филанджери остался в Тире и не принимал в ней участия. Совет решил укрепить Аскалон на юге и атаковать Дамаск на севере.
Крестоносцы, возможно, были осведомлены о новых разногласиях между Айюбидами; аль-Камиль занял Дамаск в 1238 году, но вскоре умер, и его территория перешла по наследству к его семье. Его сыновья Аль-Адиль II Абу Бакр ибн Мухаммад и Ас-Салих Айюб ибн Мухаммад унаследовали Египет и Дамаск. Айюб двинулся на Каир в попытке изгнать аль-Адиля, но во время его отсутствия брат аль-Камиля ас-Салих Исмаил захватил Дамаск, и Айюб был взят в плен ан-Насиром Даудом. Крестоносцы тем временем двинулись к Аскалону. По пути Готье IV де Бриенн захватил скот, предназначенный для снабжения Дамаска, тогда же Айюбиды, вероятно, узнали о планах крестоносцев напасть на них. И они решили действовать, в ноябре 1239 года крестоносцы потерпели поражение от египетской армии при Газе. Генрих II, граф Бара, был убит, а Амори VI де Монфор взят в плен. Крестоносцы вернулись в Акко, возможно, потому, что местные бароны королевства с подозрением относились к Филанджери в Тире. Дауд воспользовался победой Айюбидов, чтобы вернуть Иерусалим в декабре, когда истёк срок десятилетнего перемирия.
Хотя Айюб был пленником Дауда, теперь они объединились против аль-Адиля в Египте, который Айюб захватил в 1240 году. В Дамаске Исмаил осознал угрозу, исходящую от Дауда и Айюба его собственным владениям, и обратился за помощью к крестоносцам. Тибо заключил договор с Исмаилом в обмен на территориальные уступки, которые вернули Иерусалим под контроль христиан, а также большую часть остальной части бывшего королевства — даже больше территории, чем было возвращено Фридриху в 1229 году. Однако Тибо был разочарован лангобардской войной и вернулся домой в сентябре 1240 года. Почти сразу после отъезда Тибо прибыл Ричард Корнуоллский. Он завершил восстановление Аскалона, а также заключил мир с Айюбом в Египте. В 1241 году Айюб подтвердил уступки Исмаила, и обе стороны обменялись пленными, захваченными при Газе. Ричард вернулся в Европу в 1241 году.
Хотя, по существу, территория королевства была восстановлена, Лангобардская война продолжала занимать знать королевства. Поскольку тамплиеры и госпитальеры поддерживали противоположные стороны, они также нападали друг на друга, и тамплиеры нарушили договор с Айюбидами, напав на Наблус в 1241 году. Конрад IV объявил, что достиг совершеннолетия в 1242 году, что устранило как притязания Фридриха на регентство, так и необходимость в императорском опекуне, который правил бы вместо него, хотя ему ещё не исполнилось 15 лет — возраст совершеннолетия по обычаям Иерусалима. Через Конрада Фридрих попытался назначить имперского регента, но антиимперская фракция в Акко заявила, что законы Иерусалимского королевства позволяют им назначить собственного регента. В июне Верховный суд даровал регентство Алисе Шампанской, которая, будучи дочерью Изабеллы I, приходилась Конраду двоюродной бабушкой и его ближайшей родственницей, проживавшей в королевстве. Алиса приказала арестовать Филанджери и вместе с Ибелинами и венецианцами осадила Тир, который пал в июле 1243 года. Война с Лангобардами закончилась, но монарх всё ещё отсутствовал, поскольку Конрад так и не появился на Востоке. Филипп I де Монфор, взявший под свой контроль Тир, и Балиан Бейрутский, продолжавший удерживать Акру, помешали Алисе осуществлять какую-либо реальную власть в качестве регентши.

### Крестовый поход Людовика IX
Айюбиды всё ещё были разделены между Айюбом в Египте, Исмаилом в Дамаске и Даудом в Кераке. Исмаил, Дауд и аль-Мансур Ибрагим из Хомса вступили в войну с Айюбом, который нанял хорезмийцев сражаться на его стороне. Хорезмийцы были кочевыми тюрками из Центральной Азии, часть которых недавно была изгнана монголами дальше на запад и теперь проживали в Месопотамии. При поддержке Айюба они разграбили Иерусалим летом 1244 года, оставив его в руинах и бесполезным как для христиан, так и для мусульман. В октябре хорезмийцы вместе с египетской армией под командованием Рукн ад-Дин Бейбарса были встречены франкской армией, возглавляемой Филиппом I де Монфором, Готье IV де Бриенном и магистрами тамплиеров, госпитальеров и тевтонских рыцарей, а также аль-Мансуром и Даудом. 17 октября египетско-хорезмийская армия разгромила франкско-сирийскую коалицию в битве при Форбии, а Готье IV де Бриен был взят в плен и позже казнён. К 1247 году Айюб вновь оккупировал большую часть территории, которая была уступлена в 1239 году, а также получил контроль над Дамаском.
Новый крестовый поход обсуждался на Лионском соборе в 1245 году папой Иннокентием IV. Собор низложил Фридриха II, так что помощи от империи ожидать не приходилось, но король Франции Людовик IX уже поклялся отправиться в крестовый поход. Людовик прибыл на Кипр в 1248 году, где собрал армию из своих вассалов, включая своих братьев Робера I д’Артуа, Шарля I Анжуйского и Альфонса де Пуатье, а также жителей Кипра и Иерусалима во главе с представителями рода Ибелинов, а именно Жаном из Яффы, Ги с Кипра и Балианом из Бейрута. И снова целью был Египет. Дамиетта была захвачена без сопротивления, когда крестоносцы высадились в июне 1249 года, но дальнейшее наступление остановилось до ноября, к тому времени египетский султан Айюб умер, и ему наследовал его сын Аль-Муаззам Туран-шах. В феврале крестоносцы потерпели поражение в битве при Фарискуре, где был убит Робер I д’Артуа. Крестоносцы не смогли переправиться через Нил и, страдая от болезней и нехватки припасов, в апреле отступили к Дамиетте. По пути они потерпели поражение в битве при Эль-Мансуре, а Людовик был взят в плен Туран-шахом. Во время пленения Людовика Туран-шах был свергнут своими мамлюкскими солдатами во главе с генералом Айбеком, который затем освободил Людовика в мае в обмен на Дамиетту и большой выкуп. В течение следующих четырёх лет Людовик жил в Акре и помогал укреплять этот город, а также Кесарию, Яффу и Сидон. Он также заключил перемирие с Айюбидами в Сирии и отправил посольства для переговоров с монголами, которые начали угрожать мусульманскому миру, прежде чем вернуться домой в 1254 году. Он оставил в Акре большой гарнизон французских солдат под командованием Жоффруа де Сержина.
В разгар всех этих событий в 1246 году умерла Алиса Шампанская, и её место на посту регента занял её сын, король Кипра Генрих I, при котором Жан Ибелин из Яффо был бальи в Акко. Во время пребывания Людовика IX в Акре в 1253 году умер Генрих I, и ему наследовал на Кипре его малолетний сын Гуго II. Гуго также формально был регентом королевства, как при Конраде, так и при сыне Конрада Конрадине, после смерти Конрада в 1254 году. И Кипром, и Иерусалимским королевством управляла мать Гуго, Плезанция Антиохийская, но Жан оставался помощником Гуго в Акре. Жан заключил мир с Дамаском и попытался вернуть Аскалон; в ответ египтяне, ныне находящиеся под властью султаната мамлюков, осадили Яффу в 1256 году. Жан нанёс им поражение, а затем передал владение своему двоюродному брату Жану Ибелину из Арсуфа.

### Война святого Саввы
В 1256 году торговое соперничество между венецианцами и генуэзцами переросло в открытую войну. В Акко две группировки оспаривали право владения монастырём Святого Саввы в городе. Генуэзцы при поддержке пизанских купцов напали на венецианский квартал и сожгли их корабли, но венецианцы изгнали их оттуда. Затем венецианцы были изгнаны из города Тир Филиппом де Монфором. Жан Арсуфский, Жан Яффский, Жан II Ибелин, тамплиеры и тевтонские рыцари поддерживали венецианцев, которые также убедили пизанцев присоединиться к ним, в то время как госпитальеры поддерживали генуэзцев. В 1257 году венецианцы захватили монастырь и разрушили его укрепления, хотя и не смогли полностью изгнать генуэзцев. Они блокировали генуэзский квартал, но генуэзцев снабжали госпитальеры, чей комплекс находился неподалеку, и Филипп де Монфор, который присылал продовольствие из Тира. В августе 1257 года Жан Арсуфский попытался положить конец войне, предоставив торговые права в Акко республике Анкона, итальянскому союзнику Генуи, но, кроме Филиппа де Монфора и госпитальеров, остальная знать продолжала поддерживать Венецию. В июне 1258 года Филипп и госпитальеры выступили в поход на Акко, в то время как генуэзский флот атаковал город с моря. Морское сражение было выиграно венецианцами, и генуэзцы были вынуждены покинуть свой квартал и бежать в Тир вместе с Филиппом. Война также распространилась на Триполи и Антиохию, где семья Эмбриако, происходившая от генуэзских крестоносцев, столкнулась с Боэмундом VI Антиохийским, который поддерживал венецианцев. В 1261 году иерусалимский патриарх Урбан IV созвал собор, чтобы восстановить порядок в королевстве, хотя генуэзцы не вернулись в Акко.

### Монголы
Именно в этот период монголы прибыли на Ближний Восток. Их нашествие дальше на запад уже привело к вытеснению хорезмийцев, и различные папы, а также Людовик IX направляли эмиссаров для заключения с ними союзнических отношений или установления дипломатических контактов, но они не были заинтересованы в альянсах. В 1258 году они разграбили Багдад, а в 1260 году пал Алеппо и Дамаск, уничтожив как халифат Аббасидов, так и последние остатки династии Айюбидов. Царь Киликии Хетум I и Боэмунд VI Антиохийский уже подчинились монголам в качестве вассалов. Некоторые монголы были христианами-несторианцами, в том числе Китбука, один из военачальников монголов, но, несмотря на это, знать Акры отказалась подчиниться. Поскольку королевство к тому времени было относительно неважным государством, монголы уделяли ему мало внимания, но в 1260 году произошло несколько стычек: войска Жюльена де Гренье убили племянника Китбуки, который в ответ разграбил Сидон, а Жан II Бейрутский также был захвачен монголами во время очередного набега. Казалось бы, неизбежное монгольское завоевание застопорилось, когда Хулагу, монгольский военачальник в Сирии, вернулся домой после смерти своего брата Мункэ, оставив Китбуку руководить военными действиями. Затем египетские мамлюки попросили разрешения пройти через территорию франков и получив его в сентябре 1260 года разгромили монголов в битве при Айн-Джалуте. Китбука был убит, и вся Сирия перешла под контроль мамлюков. На обратном пути в Египет мамлюкский султан Кутуз был убит своим куманским военачальником Бейбарсом, который был гораздо менее благосклонен к союзам с франками, чем его предшественник.

## Падение Иерусалимского королевства
Жан Арсуфский умер в 1258 году, и его сменил на посту бальи Жоффруа де Сержин, наместник Людовика IX в Акре. Плезанция Антиохийская умерла в 1261 году, но поскольку её сын Гуго II был ещё несовершеннолетним, Кипр перешёл к его двоюродному брату Гуго де Пуатье, чья мать Изабелла де Лузиньян, дочь Алисы Шампанской и Гуго I и тетя Гуго II, взяла на себя регентство в Акко. Она назначила на пост бальи своего мужа Анри де Пуатье (который также был дядей Плезанции), но тот умер в 1264 году. Затем на регентство в Акко претендовали Гуго де Пуатье и его двоюродный брат Гуго де Бриенн, а Гуго II умер в 1267 году, не достигнув совершеннолетия. Гуго де Пуатье сменил Гуго II на троне в качестве Гуго III. Когда в 1268 году в Италии по приказу Шарля де Анжу был казнён Конрадин, уничтожив таким образом род Гогенштауфенов, и Гуго III унаследовал трон Иерусалимского королевства в 1269 году. Однако Мария Антиохийская, дочь Боэмунда IV Антиохийского и Мелисенды де Лузиньян (которая сама была дочерью Изабеллы I и Амори II), оспаривала право на трон, аргументируя это тем, что она является старейшай из ныне живущих родственниц Изабеллы I, но её притязания были проигнорированы. К этому времени мамлюки под предводительством Бейбарса воспользовались постоянной анархией в королевстве и начали завоёвывать оставшиеся города крестоносцев вдоль побережья. В 1265 году Бейбарс захватил Кесарию, Хайфу и Арсуф, а в 1266 году Сафед и Торон. В 1268 году Бейбарс захватил Яффу и Бофор, а затем осадил и разрушил Антиохию.

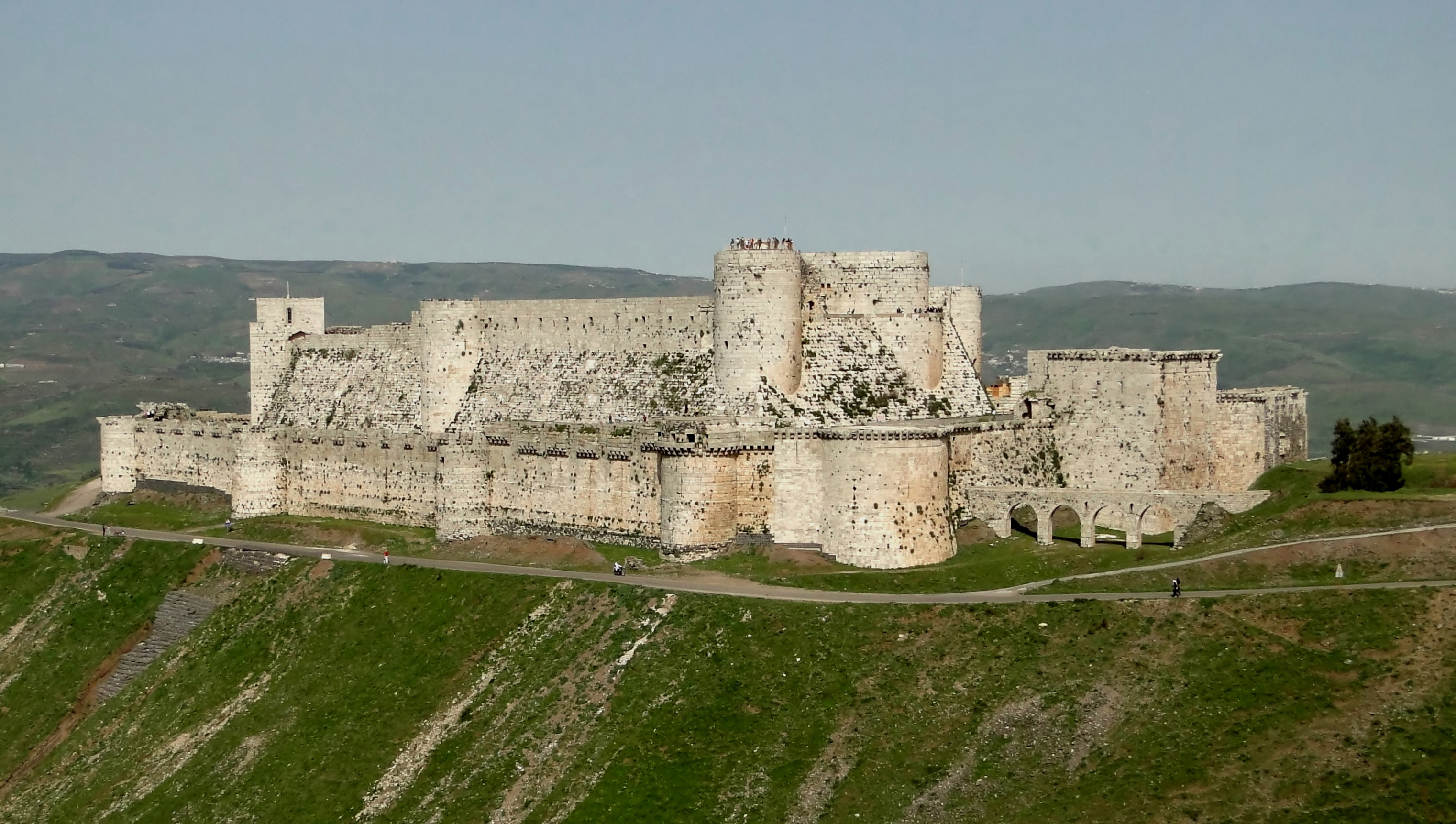
Крак-де-Шевалье, Сирия. Объект Всемирного наследия ЮНЕСКО.

После этих завоеваний Гуго III и Бейбарс заключили перемирие сроком на один год; Бейбарс знал, что Людовик IX планирует ещё один крестовый поход, и предполагал, что целью снова будет Египет. Но вместо этого крестовый поход был направлен на Тунис, где Людовик умер. Тогда же Бейбарс понял, что теперь его ничто не сдерживает: в 1270 году он приказал ассасинам убить Филиппа де Монфора, а в 1271 году захватил крепость госпитальеров Крак-де-Шевалье и замок тевтонских рыцарей Монфор. Он также осадил Триполи, но прекратил его осаду в мае, когда прибыл английский принц Эдуард I, единственный участник крестового похода Людовика IX, прибывший на восток. Эдуард ничего не мог поделать, кроме как заключить десятилетнее перемирие с Бейбарсом, который, тем не менее, попытался убить и его. Эдуард уехал в 1272 году, и, несмотря на планы Второго Лионского собора провести ещё один крестовый поход в 1274 году, миссия принца Эдуарда была последней военной акцией европейцев на Востоке, Иерусалимское королевство было брошено на произвол судьбы. Власть Гуго III на материке начала ослабевать; он был непопулярным королём, и Бейрут, единственная территория, оставшаяся за пределами Акры и Тира, начала существовать самостоятельно. Его наследница, Изабелла Ибелин (вдова Гуго II), фактически передала оставшиеся территории под покровительство Бейбарса. Обнаружив, что материк неуправляем, Гуго III отбыл на Кипр, оставив Балиана Арсуфского бальи. Затем, в 1277 году, Мария Антиохийская продала свои права на трон Жарлю де Анжу, который послал Рожера де Сан-Северино представлять его интересы. Венецианцы и тамплиеры поддержали Жарля, и Балиан был бессилен противостоять ему. Бейбарс умер в 1277 году, и его трон унаследовал Аль-Мансур Калаун. В 1281 году истёк срок десятилетнего перемирия, и Рожер возобновил его. Рожер вернулся в Европу после Сицилийской вечерни в 1282 году, и его сменил Эд де Пуалешьен. Гуго III попытался восстановить свою власть на материке, высадившись в Бейруте в 1283 году, но это оказалось безуспешным, и он умер в Тире в 1284 году. На короткое время ему наследовал его сын Жан I, который умер вскоре после этого в 1285 году, и ему наследовал его брат, другой сын Гуго III Анри II. В том же году Калаун захватил крепость госпитальеров Маргат. Жарль де Анжу также умер в 1285 году, и военные ордена и коммуна Акко признали Анри II королём; Эд де Пуалешьен отказался признать его, но ему было разрешено передать Акру тамплиерам, а не Анри напрямую, и тамплиеры затем передали её королю. В 1287 году между венецианцами и генуэзцами вновь разразилась война, и в 1289 году под натиском Калауна был уничтожен город Триполи. Хотя падение Акры было лишь вопросом времени, конец королевства крестоносцев был фактически спровоцирован в 1290 году вновь прибывшими крестоносцами, которые устроили беспорядки в Акре и напали на городских мусульманских торговцев. Калаун умер, не успев ответить на это, но его сын Аль-Ашраф Халиль прибыл для осады Акры в апреле 1291 года. Акру защищали брат Анри II Амори II Тирский, госпитальеры, тамплиеры и тевтонские рыцари, венецианцы и пизанцы, французский контингент под командованием Жана I де Грайи и английский контингент под командованием Оттона де Грансона, но мамлюки значительно превосходили их численностью. Сам Анри II прибыл в город в мае во время осады, но город пал 18 мая. Анри, Амори, Оттону и Жану удалось спастись, как и молодому тамплиеру по имени Роже де Флор (который в будущем станет знаменитым воином, ему почти удастся вернуть почти всю Анатолию под власть Византии), но большинству других защитников этого сделать не удалось, включая магистра тамплиеров Гильома де Божё, которые героически погибли в бою. Тир пал без боя на следующий день, Сидон пал в июне, а Бейрут в июле.
Крестоносцы перенесли свою ставку на север в город Тартус, но потеряли и его, после чего они были вынуждены переехать на Кипр. В течение следующих десяти лет было предпринято несколько морских рейдов и попыток отвоевать территорию, но с захватом острова Руад в 1302—1303 годах Иерусалимское королевство окончательно прекратило своё существование на материке. Короли Кипра на протяжении многих десятилетий вынашивали планы по возвращению Святой земли, но безуспешно. В течение следующих 186 лет Кипрское королевство являлось прямым наследником Иерусалимского королевства, а короли Кипра носили титул королей Иерусалимских. Последним обладателем этого титула был кипрский монарх Жак II де Лузиньян. Однако и этому государству пришёл конец, но уже не от рук мусульман, а от рук собратьев католиков, а именно коварных венецианцев, которые тайно убили Жака II, после чего захватили его королевство окончательно положив конец государствам крестоносцев.

## Жизнь в королевстве
Латинское население королевства всегда было небольшим; хотя постоянный поток поселенцев и новых крестоносцев постоянно прибывал, большинство крестоносцев, которые сражались в Первом крестовом походе, просто ушли домой. Согласно записям Гийома Тирского, «едва ли триста рыцарей и две тысячи пехотинцев могли быть найдены» в королевстве в 1100 году во время осады Арсуфа. С самого начала королевство было немногим более чем колониальным фронтиром, осуществлявшим власть над местным греческим и сирийским православным, мусульманским, еврейским, самаритянским населением, которое было более многочисленным. Но Иерусалимское королевство стало известено как Аутремер, что по-французски означает «Заморье». Новое поколение, родившееся и выросшее в Леванте, считало Святую землю своей Родиной и негативно относилось к вновь приезжающим крестоносцам. Также они часто были больше похожи на сирийцев, а не на франков. Многие знали греческий, арабский и другие восточные языки, вступали в брак с местными христианками, будь то гречанки, сирийки или армянки, а иногда и из новообращённых мусульманок. Хотя они никогда не отказывались от своей основной идентичности как западноевропейцы или франки, их одежда, диета и коммерциализм включали в себя много восточного, особенно ромейского, влияния.
Как писал летописец Фульхерий Шартрский около 1124 года:
Мы, жители Запада, стали жителями Востока; тот, кто был римлянином или франком, превратился здесь в галилеянина или обитателя Палестины; тот, кто проживал в Реймсе или Шартре, видит себя горожанином из Тира или Антиохии.
Арнульф де Роол, участник Первого крестового похода и капеллан Балдуина I, продолжал свою хронику вплоть до 1127 года. Его хроника была очень популярна и использовалась в качестве источника другими историками на Западе, такими как Ордерик Виталий и Вильям Мальмсберийский. Почти сразу же после взятия Иерусалима на протяжении всего XII-го века многие паломники оставляли свои очерки о королевстве; среди них ангосакс Зевульф, русич Даниил Паломник, франк Рорго Фретеллус, ромей Иоанн Фока, германец Иоанн Вюрцбургский. Кроме их трудов, после этого нет никаких свидетельств о событиях в Иерусалимском королевстве вплоть до Гийома Тирского, архиепископа Тирского и канцлера Иерусалимского королевства, который начал писать около 1167 года и умер около 1184 года, хотя его труд включает в себя много информации о Первом крестовом походе и промежуточных годах от смерти Арнульфа до его собственного времени, информации почерпнутой главным образом из сочинений Альберта Аахенского и самого Арнульфа. С точки зрения мусульман, главным источником информации является Усама ибн Мункыз, солдат и частый посол из Дамаска в Иерусалим и Египет, чьи мемуары, Китаб аль-итибар, включают в себя живые рассказы об обществе крестоносцев на востоке. Дополнительную информацию можно получить от таких путешественников, как Вениамин Тудельский и Ибн Джубайр.

### Общество крестоносцев и демография

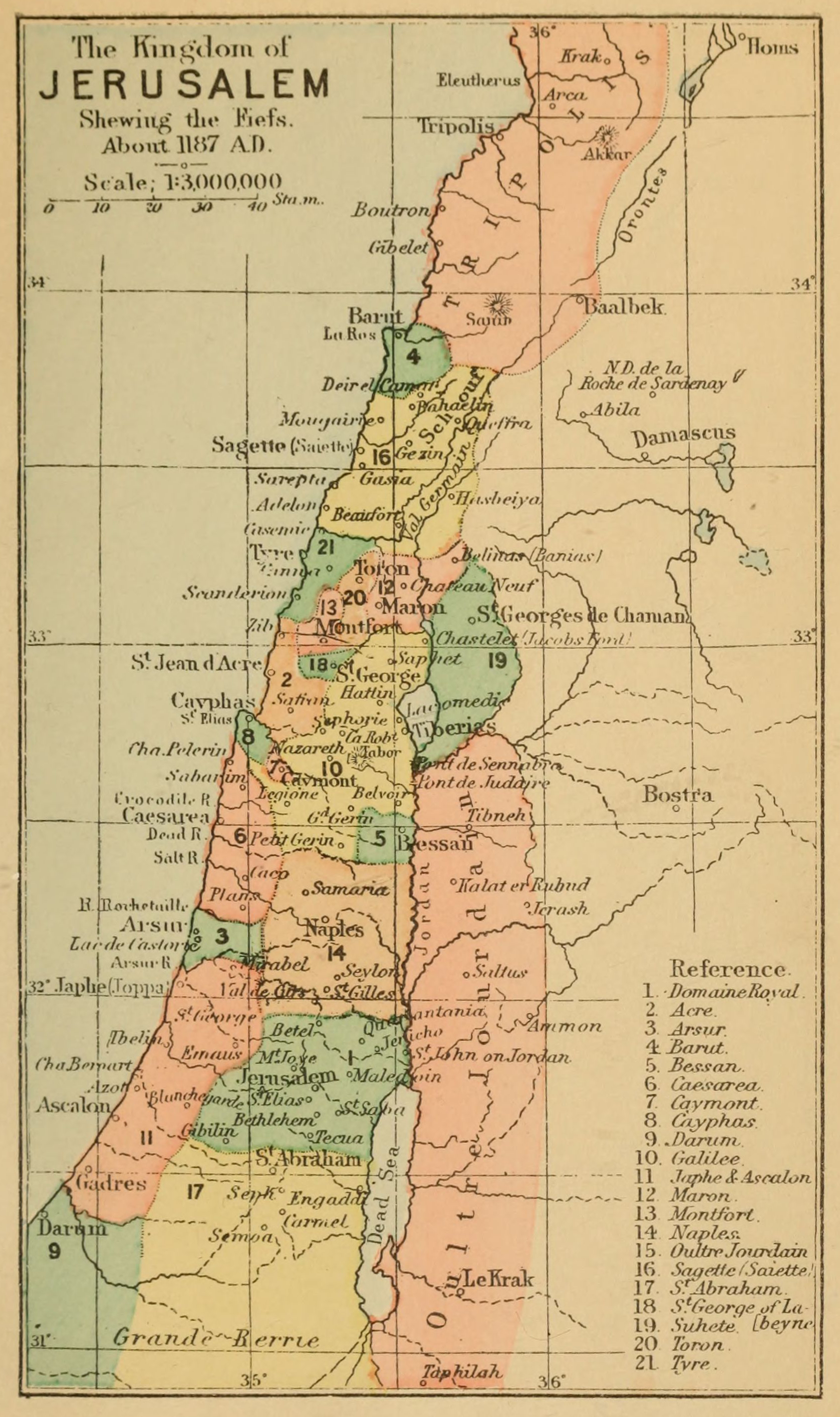
21 фьеф Иерусалимского королевства в 1187 году.

Королевство поначалу было практически лишено лояльного населения и имело мало рыцарей, чтобы исполнять законы королевства. С приходом итальянских торговцев, созданием военных орденов и иммиграцией европейских рыцарей, ремесленников и крестьян дела королевства улучшились, развилось феодальное общество, подобное, но отличное от общества, которое крестоносцы знали в Европе. Природа этого общества долгое время была предметом споров среди историков крестовых походов.

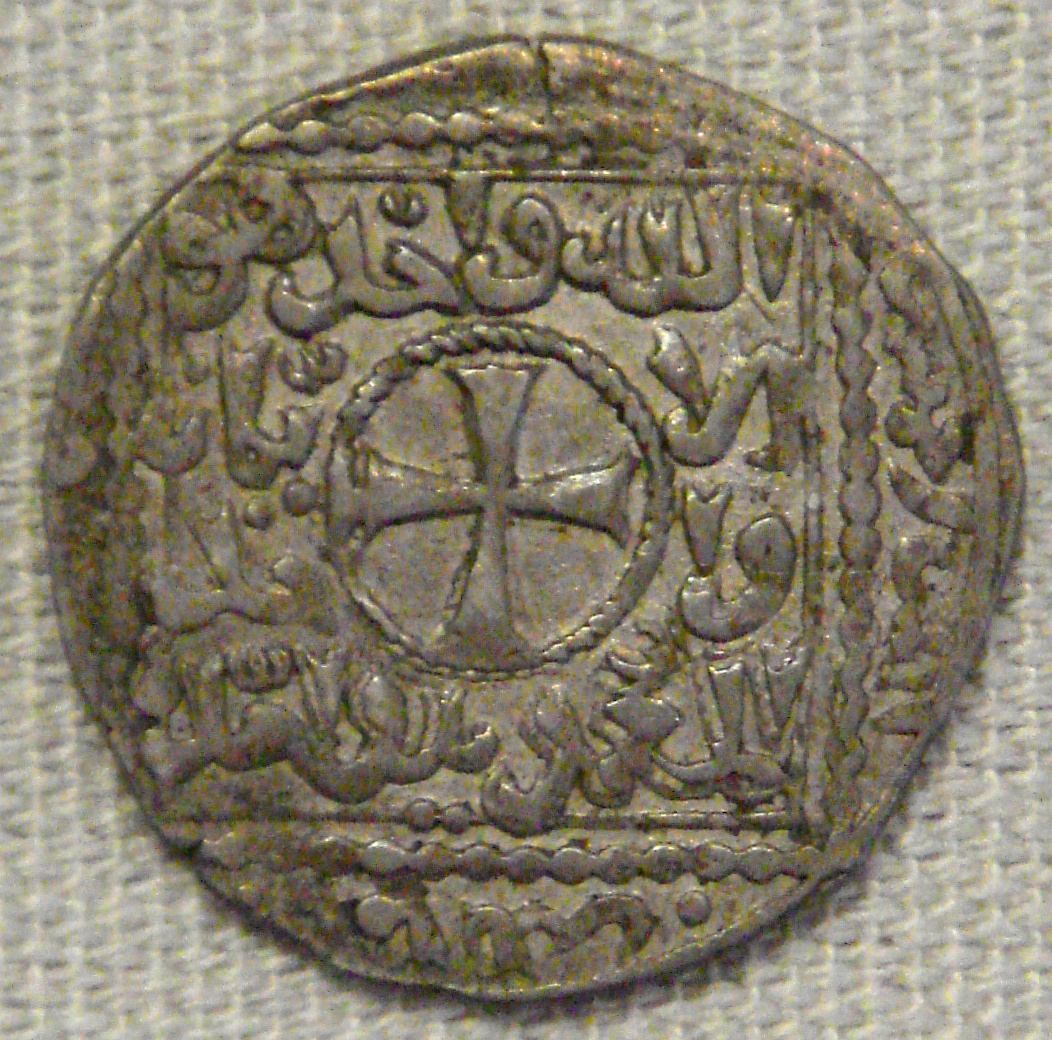
Монета крестоносцев, Акра, 1230 год.

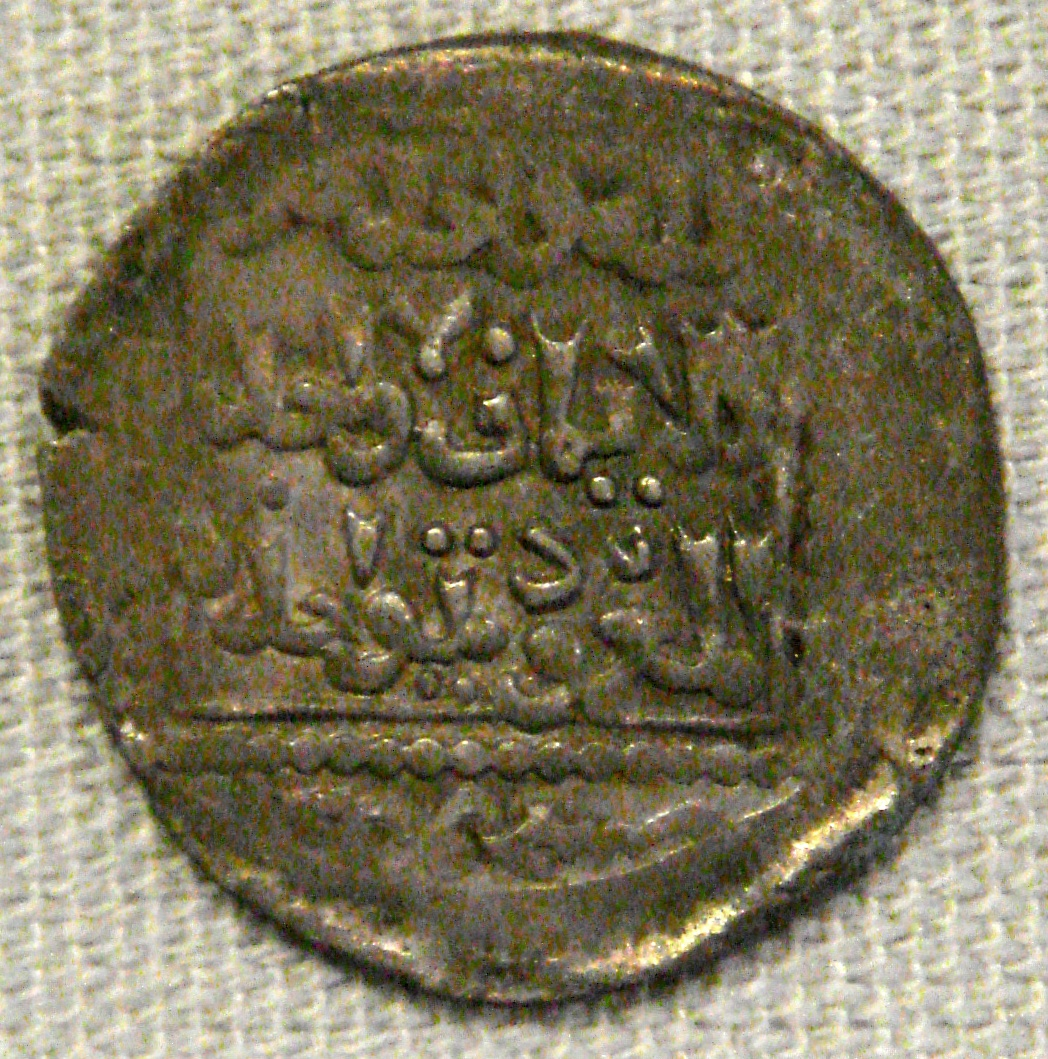
Монета крестоносцев, Акра, 1230 год.

В XIX и начале XX века французские учёные, такие как Э. Г. Рей, Гастон Доду и Рене Груссе, считали, что крестоносцы, мусульмане и христиане жили в полностью интегрированном обществе. Ронни Элленблюм утверждает, что на эту точку зрения повлияли французский империализм и колониализм; если средневековые французские крестоносцы могли интегрироваться в местное общество, то, конечно, современные французские колонии в Леванте могли бы процветать. В середине XX века такие учёные, как Джошуа Прауэр, Р. К. Смэил, Мерон Бенвенисти и Клод Каэн утверждали, что крестоносцы жили совершенно изолированно от местных жителей, которые были полностью арабизированы и исламизированы и представляли постоянную угрозу для иностранных крестоносцев. Прауэр далее утверждал, что королевство являло собой раннюю попытку колонизации территории, где крестоносцы были небольшим правящим классом, выживание которого зависело от местного населения, но не предпринимал попыток интегрироваться с местными. С древних времён в этом регионе вся экономика сосредотачивалась в городах, в отличие от средневековой Европы. Исходя из этого феодалы, владея землями, предпочитали жить не в сельской местности, а в более безопасных и удобных городах.
Согласно теории Элленблюма, жители королевства (латиняне-католики, живущие рядом с коренными греческими и сиро-яковитскими христианами, арабами-шиитами и суннитами, суфиями, бедуинами, друзами, евреями и самаритянами) имели значительные различия как между собой, так и с крестоносцами. Отношения между местными христианами и крестоносцами были «сложными и неоднозначными», а не просто дружественными или враждебными. Местные христиане, по крайней мере, вероятно, чувствовали более тесные связи со своими собратьями крестоносцами-христианами, чем арабами-мусульманами. Православное население Палестины при крестоносцах сохраняло почти ту же степень автономии, что и при мусульманах. Сельские общины и православные кварталы в городах возглавляли «раисы». Они решали правовые вопросы внутри общины и представляли своих единоверцев перед властями королевства. Кроме того, местным христианам был открыт доступ для занятия постов в низших эшелонах бюрократического аппарата, к примеру как посты писцов и переводчиков. Наряду с этим некоторые православные христиане смогли даже достичь видного положения при королевском дворе, прежде всего в качестве врачей.
Хотя крестоносцы столкнулись с древним городским обществом, Элленблюм утверждает, что они никогда полностью не отказывались от своего европейского сельского образа жизни, но и европейское общество изначально не было полностью сельским. Поселения крестоносцев в Леванте напоминали разного типа колонии и поселения, которые уже практиковались в Европе, смесь городской и сельской цивилизации, сосредоточенной вокруг замков. Крестоносцы не были ни полностью интегрированы с местным населением, ни отделены в городах от сельских жителей; скорее они селились как в городских, так и в сельских районах; в частности, в районах, традиционно населённых местными христианами. Районы, которые традиционно были мусульманскими, имели очень мало поселений крестоносцев, поскольку у них было мало христианских жителей.
Устройство во многом основывалось на феодальных порядках тогдашней Западной Европы, но с многими важными отличиями. Королевство располагалось на небольшой территории, земель, пригодных для сельского хозяйства, было немного. Как и в Европе, феодалы имели своих вассалов, при этом являясь вассалами короля. Однако в королевстве практиковался так называемый тесный оммаж, если в большинстве государств Европы вассалы вассалов государя не являлись вассалами лично государя, что повышало возможность измены и преданность короне со стороны обычных рыцарей так и вассалов государя, то в данном случае простые рыцари также давали присягу лично самому государю, а не только своему сеньору, что должно было уменьшить возможность для непослушания как со стороны рядовых рыцарей, так и со стороны самого вассала государя. Сельское хозяйство основывалось на мусульманском варианте феодальной системы — икта (свод наделов), этот порядок не был сильно изменён.
По мнению Ганса Майера, «мусульмане латинского королевства почти никогда не появляются в латинских хрониках», поэтому информацию об их роли в обществе найти трудно. Крестоносцы «имели естественную тенденцию игнорировать эти вопросы как просто не представляющие интереса и, конечно же, не заслуживающие упоминания». Хотя мусульмане, так же как евреи и местные христиане, практически не имели никаких прав в сельской местности, где они были по существу собственностью феодала, владевшего землёй, терпимость к другим вероисповеданиям была в целом не выше и не ниже, чем в других местах на Ближнем Востоке. Греки, сирийцы и евреи продолжали жить так же, как и прежде, подчиняясь своим собственным законам и судам, а их прежние мусульманские владыки были просто заменены на крестоносцев; мусульмане же теперь оказались на таком же социальном статусе как и другие религиозные группы на самом низком социальном уровне общества. «Rais», староста общины, был своеобразным вассалом феодала, владевшего землёй, а поскольку феодалы жили в городах, общины имели высокую степень автономии.
Араб из Андалузии географ и путешественник Ибн Джубайр, враждебно относившийся к франкам, описал мусульман, живших в Иерусалимском королевстве в конце XII века:
Мы выехали из Тибнина по дороге, идущей мимо ферм, где живут мусульмане, которым очень хорошо живется под франками, да сохранит нас Аллах от такого искушения! Предписания, налагаемые на них, заключаются в передаче половины урожая зерна во время его сбора и уплате подушного налога в размере одного динара и семи киратов, а также легкой пошлины на их плодовые деревья. Мусульмане имеют свои собственные дома и управляют собой по-своему. Именно так организованы фермы и большие деревни на франкской территории. Многие мусульмане испытывают сильное искушение поселиться здесь, когда видят далеко не комфортные условия, в которых живут их собратья по вере в районах, находящихся под властью правоверных. К несчастью для мусульман, у них всегда есть основания жаловаться на несправедливость их владык в землях, управляемых их единоверцами, тогда как они не могут иметь ничего, кроме благодарности за управление франков, на справедливость которых они всегда могут положиться.
В городах мусульмане и местные христиане могли жить спокойно, хотя мусульманам запрещалось селиться в Иерусалиме. Все они были гражданами второго сорта, не играли никакой роли в политике и не несли военной службы перед короной, в отличие от Европы, хотя в некоторых городах они, возможно, составляли большинство населения. Точно так же и итальянцы не несли никаких повинностей, несмотря на проживание в портовых городах. В итоге армия королевства была немногочисленной и состояла из франков — жителей городов.
В Королевстве проживало неизвестное количество мусульманских рабов. В Акре был очень большой невольничий рынок, который функционировал на протяжении двенадцатого и тринадцатого веков. Итальянских купцов иногда обвиняли в продаже православных христиан наряду с мусульманскими рабами. Рабство было менее распространено, чем выкуп, особенно для военнопленных; большое количество пленных, ежегодно захваченных во время набегов и сражений, обеспечивало свободный поток выкупных денег между христианским и мусульманским государствами. Побег для заключённых и рабов, вероятно, не был трудным, так как в некоторых местах жители сельской местности были в основном мусульманами, и беглые рабы всегда были проблемой. Единственным законным средством освобождения было обращение в католичество. Ни один христианин, будь то западный или восточный, по закону не мог быть проданным в рабство.
Кочевые бедуинские племена считались собственностью короля и находились под его покровительством. Они могли быть проданы или отчуждены точно так же, как и любая другая собственность, и позже, в XII веке, они часто находились под защитой более мелкого дворянства или одного из военных орденов.
В XXI веке учёные до сих пор расходятся по вопросу культурной интеграции или культурного апартеида. Взаимодействие между франками и местными мусульманами и христианами, хотя и запутанное, демонстрировало практическое сосуществование. Хотя, вероятно, это преувеличение, рассказы Усамы Ибн-Мункида о путешествиях Шайзара через Антиохию и Иерусалим описывают уровень аристократического обмена, возвышающийся над этническими предрассудками. Контакты между мусульманами и христианами происходили на административном или личном уровне (на основе налогов или переводов), а не на общинном или культурном, представляя собой иерархические отношения господина над подчинённым. Свидетельства межкультурной интеграции остаются скудными, но свидетельства межкультурного сотрудничества и сложного социального взаимодействия оказываются более распространёнными. Ключевые употребление слова драгоман, переводится дословно как переводчик, который занимался с сирийскими и арабскими руководителями общин, что представляло прямую необходимость согласования интересов с обеих сторон. Комментарии о семьях с арабоязычными христианами и несколькими арабизированными евреями и мусульманами представляют собой менее дихотомические отношения, чем изображали историки середины XX века. Скорее, общность франков, имеющих не франкских священников, врачей и другие роли в домашних хозяйствах и межкультурных общинах, представляет собой отсутствие стандартизированной дискриминации. Гийом Тирский жаловался на тенденцию нанимать еврейских или мусульманских врачей по сравнению с их латинскими и франкскими коллегами. Свидетельства даже указывают на изменения франкских культурных и социальных обычаев в отношении гигиены (печально известные среди арабов из-за их отсутствия мытья и знания банной культуры), доходящие до того, что они обеспечивают водоснабжение для домашнего использования в дополнение к орошению.

### Население
Невозможно дать точную оценку численности населения королевства. Джосайя Рассел подсчитал, что во время крестовых походов вся Сирия насчитывала около 2,3 миллиона человек, возможно, с одиннадцатью тысячами деревень; большинство из них, конечно, были вне власти крестоносцев даже в наибольшей степени из всех четырёх государств крестоносцев. По оценкам таких учёных, как Джошуа Прауэр и Мерон Бенвенисти, в городах проживало не более 120 000 франков и 100 000 мусульман, а в сельской местности ещё 250 000 мусульманских и христианских крестьян. Крестоносцы составляли 15-25 % от общей численности населения. По оценкам Кедара, в королевстве насчитывалось от 300 000 до 360 000 нефранков, 250 000 из которых были сельскими жителями «можно предположить, что мусульмане составляли большинство в некоторых частях Иерусалимского королевства…» как указывает Ронни Элленблюм, просто не существует достаточного количества существующих свидетельств для точного подсчёта населения, и любая оценка по своей сути ненадёжна, определить сумму налога деньгами, которые можно было бы получить от жителей, мусульман или христиан. Если население действительно подсчитывалось, то Вильгельм не записывал их число. В XIII веке Жан Ибелин составил список феодов и число рыцарей, причитающихся каждому из них, но это не даёт никаких указаний на незнатное, нелатинское население.
Мамлюки под предводительством Байбарса в конце концов выполнили своё обещание очистить весь Ближний Восток от франков. С падением Антиохии (1268 год), Триполи (1289 год) и Акры (1291 год) те христиане, которые не смогли покинуть Святую землю, были либо убиты либо порабощены и последние следы христианского правления в Леванте исчезли.

### Экономика

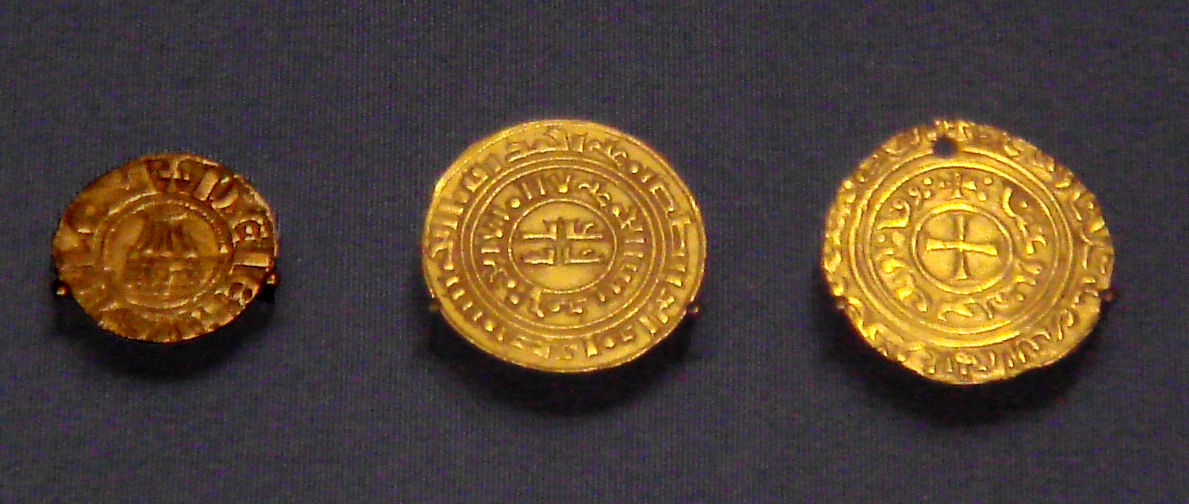
Монеты Иерусалимского королевства. Слева: денье в европейском стиле с изображением храма Гроба Господним (1162-75 годы). Центр: куфический золотой безант (1140-80 годы). Справа: золотой безант с христианским символом (1250-е годы). Золотые монеты были сначала скопированы c динаров и носили куфическую письменность, но после 1250 года христианские символы были добавлены после папских жалоб (Британский музей).

Преобладание в области городов и присутствие итальянских купцов привели к развитию экономики, которая была более торговой, чем сельскохозяйственной. Палестина всегда была пересечением торговых путей; теперь торговля распространилась и на Европу. Европейские товары — например, текстиль из Северной Европы — появились на Ближнем Востоке и в Азии, тогда как азиатские товары отправлялись в Европу. Итальянские города-государства получали огромную прибыль, что повлияло на их расцвет в следующие века. Иерусалимское королевство было особенно вовлечено в торговлю шёлком, хлопком и пряностями; другие предметы, которые впервые появились в Европе благодаря торговле с Иерусалимским королевством, включали апельсины и сахар, последний из которых хронист Вильгельм Тирский назвал «очень необходимым для пользы и здоровья человечества». В сельской местности выращивали пшеницу, ячмень, бобовые, оливки, виноград и финики. Итальянские города-государства получали огромные прибыли от этой торговли, благодаря торговым договорам, таким как Pactum Warmundi, и это повлияло на их эпоху возрождения в последующие века.
Иерусалим собирал деньги путём уплаты дани, сначала из прибрежных городов, которые ещё не были захвачены, а затем из других соседних государств, таких как Дамаск и Египет, которые крестоносцы не смогли завоевать. После того как Балдуин I распространил своё правление на Трансиорданию, Иерусалим получил доходы от налогообложения c мусульманских караванов, проходящих из Сирии в Египет или Аравию. Денежная экономика Иерусалимского королевства означала, что их проблема кадровыми войсками могла быть частично решена путём оплаты наёмников, что было редким явлением в Средневековой Европе. Наёмники могли быть европейскими крестоносцами или, возможно, чаще мусульманскими солдатами, включая знаменитых туркополов.

### Образование

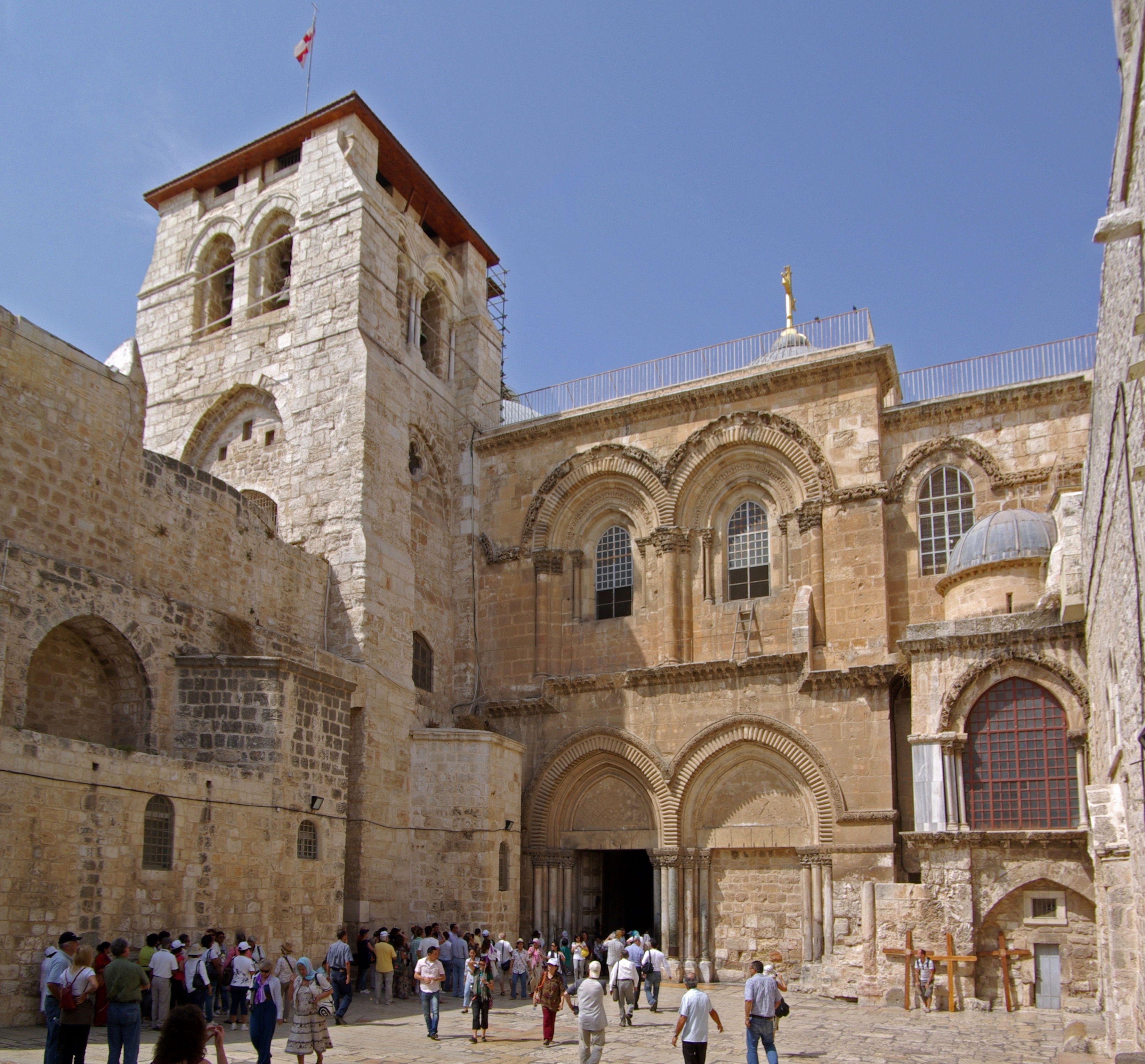
Главный вход в Храм Гроба Господня.

Иерусалим был центром образования в королевстве. При храме Гроба Господня была школа, где обучали основам чтения и письма на латыни; относительное богатство купеческого сословия означало, что их дети могли обучаться там наряду с детьми знати и вполне вероятно, что Гийом Тирский был одноклассником будущего короля Балдуина III. Высшее образование должно было осуществляться в одном из университетов Европы; создание университета было невозможно в культуре крестоносного Иерусалима, где война была гораздо важнее философии или теологии. Тем не менее дворянство и вообще франкское население отличалось высокой грамотностью: юристов и писарей было в избытке, а изучение права, истории и других академических предметов было любимым занятием королевской семьи и знати. В Иерусалиме была обширная библиотека не только древних и средневековых латинских произведений, но и арабской литературы, большая часть из них, по-видимому, была захвачена у Усамы ибн Мункыза и его окружения после кораблекрушения в 1154 году. В храме Гроба Господня находился скрипторий королевства, а в городе была канцелярия, где производились королевские хартии и другие документы. Помимо латыни, стандартного письменного языка средневековой Европы, население крестоносного Иерусалима общалось на местных языках: французском, итальянском, греческом, армянском и даже на арабском, на которых общались франкские поселенцы.

### Искусство и архитектура

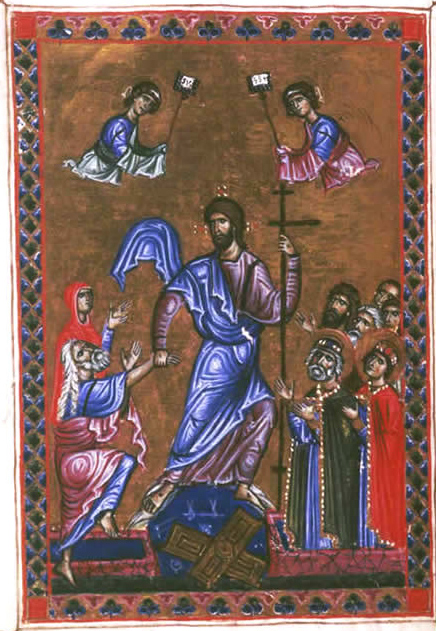
Псалтырь Мелисенды, 9-я страница иллюстрирующая сошествие Христа в ад.

В самом Иерусалиме величайшим архитектурным достижением была перестройка храма Гроба Господня в западном готическом стиле. Эта перестройка объединила все отдельные святыни на этом месте в одно здание и она была завершена к 1149 году. За пределами Иерусалима замки и крепости были главным объектом строительства: Эль-Карак и Монреаль в Трансиордании и Ибелин близ Яффы являются одними из многочисленных примеров замковой архитектуры крестоносцев.
Искусство крестоносцев представляло собой смесь западного, ромейского и исламского стилей. В крупных городских домах имелись ванны, внутренняя сантехника и другие современные гигиенические средства, которых не хватало в большинстве других городов и посёлков по всему миру. Наиболее ярким примером искусства крестоносцев являются, возможно, псалтырь Мелисенды, иллюминированная рукопись, заказанная между 1135 и 1143 годами и ныне находящаяся в Британской библиотеке. Картины и мозаики были популярными видами искусства в королевстве, но многие из них были уничтожены мамлюками в XIII веке; только самые прочные крепости пережили войны с мусульманами.

### Правительство и правовая система
Сразу же после первого Крестового похода земли были распределены между верными вассалами Годфрида, образовав многочисленные феодальные владения внутри королевства. Это было продолжено преемниками Годфрида Балдуином. В XII—XIII веках число и значение фьефов менялось, многие города входили в состав королевских владений. Королю помогали несколько государственных чиновников. Король и королевский двор обычно располагались в Иерусалиме, но из-за запрета на поселение мусульман, население столицы было маленьким. Король так же часто держал двор в Акре, Наблусе, Тире или где бы то ни было ещё. В Иерусалиме королевская семья жила сначала на Храмовой горе, до основания ордена тамплиеров, а затем в дворцовом комплексе, окружавшем башню Давида; был ещё один дворцовый комплекс в Акре.
Поскольку знатные сеньоры больше жили в Иерусалиме, а не в поместьях в сельской местности, они имели гораздо большее влияние на короля, чем в Европе. Дворяне вместе с епископами образовали Высший совет Иерусалимского королевства, который отвечал за выборы нового короля (или регента, если это было необходимо), сбор налогов, чеканку монет, предоставление денег королю и сбор армии. Высший совет был единственным судебным органом для знати королевства, рассматривавшим уголовные дела, такие как убийство, изнасилование, измена и более простые феодальные споры, такие как возвращение рабов, продажа и покупка феодальных владений и неисполнение служебных обязанностей. Наказания включали конфискацию земли и ссылку, а в крайних случаях смертную казнь. Первые законы королевства были, согласно традиции, установлены во время короткого правления Годфрида Бульонского, но более вероятно, что они были установлены Балдуином II на соборе в Наблусе в 1120 году. Бенджамин Кедар утверждал, что каноны Наблусского собора действовали в XII веке, но вышли из употребления в XIII веке. Марван Надер ставит это под сомнение и предполагает, что каноны, возможно, не применялись ко всему королевству во все времена. Самый обширный сборник законов, известный как ассизы Иерусалимского королевства, был создан в середине XIII века, хотя многие из его положений предположительно относятся к двенадцатому веку.
Существовали и другие, более мелкие суды для не-дворян и не-латинян; Cour des Bourgeois обеспечивал правосудие для не-дворян латинян, рассматривая мелкие уголовные преступления, такие как нападение и кража, и устанавливал правила для споров между не-латинянами, которые имели меньше юридических прав. В прибрежных городах существовали специальные суды, такие как Cour de la Fond (для коммерческих споров на рынках) и Cour de la Mer (Морской суд). Степень, в которой местные исламские и христианские суды продолжали функционировать, неизвестна, но раис, вероятно, осуществляли некоторую юридическую власть на местном уровне. Cour des Syriens рассматривал неуголовные дела среди местных христиан (сирийцев). По уголовным делам рассматривавшим дела между не-латинянами существовал Cour des Bourgeois (или Высокий суд — Haute Cour, если преступление было достаточно серьёзным).
Итальянским коммунам была предоставлена почти полная автономия с самых первых дней существования королевства, благодаря их военной и морской поддержке в годы, последовавшие за первым крестовым походом. Эта автономия включала в себя право осуществлять собственное правосудие, хотя виды дел, подпадавших под их юрисдикцию, в разное время варьировались.
Король был признан главой Высшего суда, хотя по закону он был только primus inter pares или первый среди равных.
Недостаток войск в значительной степени возмещался созданием духовно-рыцарских орденов. Ордена тамплиеров и госпитальеров были созданы в первые годы королевства и часто заменяли баронов в провинции. Их лидеры находились в Иерусалиме, жили в огромных замках и часто покупали земли, которые бароны не могли защитить. Ордена находились непосредственно под папским управлением, а не королевским; они были в значительной степени самостоятельны и не обязаны были нести воинскую повинность, однако, на деле, участвовали во всех главных сражениях.
Важными источниками сведений по жизни королевства являются труды Вильгельма Тирского и мусульманского писателя Усамы ибн Мункыза.

### Другие источники
Исторические источники
- Fulcher of Chartres, A History of the Expedition to Jerusalem, 1095—1127, trans. Frances Rita Ryan. University of Tennessee Press, 1969.
- William of Tyre, A History of Deeds Done Beyond the Sea, trans. E.A. Babcock and A.C. Krey. Columbia University Press, 1943.
- Philip K. Hitti, trans., An Arab-Syrian Gentleman and Warrior in the Period of the Crusades; Memoirs of Usamah ibn-Munqidh (Kitab al i’tibar). New York, 1929

Вторичные источники информации
- Ferdinandi, Sergio. La Contea Franca di Edessa. Fondazione e Profilo Storico del Primo Principato Crociato nel Levante (1098-1150) :  [итал.]. — Rome, Italy : Pontificia Università Antonianum, 2017. — ISBN 978-88-7257-103-3.
- Gil, Moshe (1997) [1983]. A History of Palestine, 634—1099. Translated by Ethel Broido. Cambridge: Cambridge University Press. ISBN 0-521-59984-9.
- Hamilton, Bernard. The Leper King and his Heirs :  [англ.]. — Cambridge : Cambridge University Press, 2000. — ISBN 978-1-316-34763-8.
- Carole Hillenbrand, The Crusades: Islamic Perspectives. Routledge, 2000.
- Holt, P. M. The age of the crusades: the Near East from the eleventh century to 1517. — London : Longman, 1989. — ISBN 9780582493025.
- Edbury, Peter W. The Kingdom of Cyprus and the Crusades, 1191-1374. — Cambridge : Cambridge University Press, 1991.
- Humphreys, R. S. (1997) From Saladin to the Mongols: The Ayyubids of Damascus, 1193—1260, SUNY Press
- Benjamin Z. Kedar, Hans Eberhard Mayer & R. C. Smail, ed., Outremer: Studies in the history of the Crusading Kingdom of Jerusalem presented to Joshua Prawer. Yad Izhak Ben-Zvi Institute, 1982.
- John L. La Monte, Feudal Monarchy in the Latin Kingdom of Jerusalem, 1100—1291. Cambridge, Massachusetts, 1932.
- Hans E. Mayer, The Crusades. Oxford University Press, 1965 (trans. John Gillingham, 1972).
- Pernoud, Régine, The Crusaders: The Struggle for the Holy Land. Ignatius Press, 2003.
- Joshua Prawer, The Latin Kingdom of Jerusalem: European Colonialism in the Middle Ages. London, 1972.
- Joshua Prawer, Crusader Institutions. Oxford University Press, 1980.
- Jonathan Riley-Smith, The Feudal Nobility and the Kingdom of Jerusalem, 1174—1277. The Macmillan Press, 1973.
- Jonathan Riley-Smith, The First Crusade and the Idea of Crusading. University of Pennsylvania, 1991.
- Jonathan Riley-Smith, ed., The Oxford History of the Crusades. Oxford, 2002.
- Runciman, Steven (1951—1954). A History of the Crusades (3 vols.). Cambridge: Cambridge University Press.
- Setton, Kenneth M., ed. (1955—1989). A History of the Crusades (6 vols.). Madison and London: University of Wisconsin Press.
- Steven Tibble, Monarchy and Lordships in the Latin Kingdom of Jerusalem, 1099—1291. Clarendon Press, 1989.
- Verlinden, Charles. The beginning of Modern Colonization. — Ithaca : Cornell University Press, 1970.
- Jerusalem, Latin Kingdom of (1099—1291) — Article in the Catholic Encyclopedia